# Lista de asteroides (106001-107000)
Esta é uma lista parcial de asteroides, do asteroide número 106001 até o 107000, inclusive. Veja também o índice com todas as listas disponíveis.

| Objeto Próximos à Terra | Cinturão de asteroides (interno) | Cinturão de asteroides (externo) | Centauro       |
| Cruzador de Marte       | Cinturão de asteroides (meio)    | Troianos de Júpiter              | Transnetuniano |

Veja mais dados de cada asteroide na ligação externa para o Minor Planet Center na última coluna.
Índice: 106001... 106101... 106201... 106301... 106401... 106501... 106601... 106701... 106801... 106901... 

## 106001–106100
| Designação | Designação | Descoberta  | Descoberta    | Descobridor(es) | Categoria | Mais informações / Referência |
| Permanente | Provisória | Data        | Local         | Descobridor(es) | Categoria | Mais informações / Referência |
| ---------- | ---------- | ----------- | ------------- | --------------- | --------- | ----------------------------- |
| 106001     | 2000 SR283 | 23 set 2000 | Socorro       | LINEAR          | —         | MPC                           |
| 106002     | 2000 SE284 | 23 set 2000 | Socorro       | LINEAR          | —         | MPC                           |
| 106003     | 2000 SQ284 | 23 set 2000 | Socorro       | LINEAR          | Brangane  | MPC                           |
| 106004     | 2000 SN285 | 23 set 2000 | Socorro       | LINEAR          | —         | MPC                           |
| 106005     | 2000 SO285 | 23 set 2000 | Socorro       | LINEAR          | —         | MPC                           |
| 106006     | 2000 SY285 | 24 set 2000 | Socorro       | LINEAR          | —         | MPC                           |
| 106007     | 2000 SX287 | 26 set 2000 | Socorro       | LINEAR          | —         | MPC                           |
| 106008     | 2000 SY288 | 27 set 2000 | Socorro       | LINEAR          | —         | MPC                           |
| 106009     | 2000 SG290 | 27 set 2000 | Socorro       | LINEAR          | —         | MPC                           |
| 106010     | 2000 SR290 | 27 set 2000 | Socorro       | LINEAR          | —         | MPC                           |
| 106011     | 2000 SU291 | 27 set 2000 | Socorro       | LINEAR          | —         | MPC                           |
| 106012     | 2000 SF292 | 27 set 2000 | Socorro       | LINEAR          | —         | MPC                           |
| 106013     | 2000 SQ292 | 27 set 2000 | Socorro       | LINEAR          | —         | MPC                           |
| 106014     | 2000 SZ292 | 27 set 2000 | Socorro       | LINEAR          | —         | MPC                           |
| 106015     | 2000 SK293 | 27 set 2000 | Socorro       | LINEAR          | —         | MPC                           |
| 106016     | 2000 SS293 | 27 set 2000 | Socorro       | LINEAR          | —         | MPC                           |
| 106017     | 2000 SH294 | 27 set 2000 | Socorro       | LINEAR          | —         | MPC                           |
| 106018     | 2000 SK294 | 27 set 2000 | Socorro       | LINEAR          | —         | MPC                           |
| 106019     | 2000 SN294 | 27 set 2000 | Socorro       | LINEAR          | Brangane  | MPC                           |
| 106020     | 2000 SS294 | 27 set 2000 | Socorro       | LINEAR          | —         | MPC                           |
| 106021     | 2000 SX294 | 27 set 2000 | Socorro       | LINEAR          | Brangane  | MPC                           |
| 106022     | 2000 SK296 | 28 set 2000 | Socorro       | LINEAR          | —         | MPC                           |
| 106023     | 2000 SN296 | 28 set 2000 | Socorro       | LINEAR          | —         | MPC                           |
| 106024     | 2000 SC297 | 28 set 2000 | Socorro       | LINEAR          | —         | MPC                           |
| 106025     | 2000 SG297 | 28 set 2000 | Socorro       | LINEAR          | —         | MPC                           |
| 106026     | 2000 ST297 | 28 set 2000 | Socorro       | LINEAR          | —         | MPC                           |
| 106027     | 2000 SV298 | 28 set 2000 | Socorro       | LINEAR          | —         | MPC                           |
| 106028     | 2000 SB299 | 28 set 2000 | Socorro       | LINEAR          | —         | MPC                           |
| 106029     | 2000 SN299 | 28 set 2000 | Socorro       | LINEAR          | —         | MPC                           |
| 106030     | 2000 SB300 | 28 set 2000 | Socorro       | LINEAR          | —         | MPC                           |
| 106031     | 2000 SL300 | 28 set 2000 | Socorro       | LINEAR          | —         | MPC                           |
| 106032     | 2000 SO302 | 28 set 2000 | Socorro       | LINEAR          | —         | MPC                           |
| 106033     | 2000 SJ303 | 28 set 2000 | Socorro       | LINEAR          | —         | MPC                           |
| 106034     | 2000 SK303 | 28 set 2000 | Socorro       | LINEAR          | —         | MPC                           |
| 106035     | 2000 SU303 | 28 set 2000 | Socorro       | LINEAR          | Brangane  | MPC                           |
| 106036     | 2000 SE304 | 30 set 2000 | Socorro       | LINEAR          | —         | MPC                           |
| 106037     | 2000 SU304 | 30 set 2000 | Socorro       | LINEAR          | Brangane  | MPC                           |
| 106038     | 2000 SG305 | 30 set 2000 | Socorro       | LINEAR          | —         | MPC                           |
| 106039     | 2000 SH305 | 30 set 2000 | Socorro       | LINEAR          | Maria     | MPC                           |
| 106040     | 2000 SR305 | 30 set 2000 | Socorro       | LINEAR          | —         | MPC                           |
| 106041     | 2000 SU305 | 30 set 2000 | Socorro       | LINEAR          | —         | MPC                           |
| 106042     | 2000 SK306 | 30 set 2000 | Socorro       | LINEAR          | —         | MPC                           |
| 106043     | 2000 SA307 | 30 set 2000 | Socorro       | LINEAR          | —         | MPC                           |
| 106044     | 2000 SB307 | 30 set 2000 | Socorro       | LINEAR          | Brangane  | MPC                           |
| 106045     | 2000 SD307 | 30 set 2000 | Socorro       | LINEAR          | —         | MPC                           |
| 106046     | 2000 SF307 | 30 set 2000 | Socorro       | LINEAR          | Brangane  | MPC                           |
| 106047     | 2000 SG307 | 30 set 2000 | Socorro       | LINEAR          | —         | MPC                           |
| 106048     | 2000 SW307 | 30 set 2000 | Socorro       | LINEAR          | —         | MPC                           |
| 106049     | 2000 SX307 | 30 set 2000 | Socorro       | LINEAR          | —         | MPC                           |
| 106050     | 2000 SP308 | 30 set 2000 | Socorro       | LINEAR          | —         | MPC                           |
| 106051     | 2000 SJ312 | 27 set 2000 | Socorro       | LINEAR          | —         | MPC                           |
| 106052     | 2000 ST312 | 27 set 2000 | Socorro       | LINEAR          | —         | MPC                           |
| 106053     | 2000 SJ313 | 27 set 2000 | Socorro       | LINEAR          | —         | MPC                           |
| 106054     | 2000 SN313 | 27 set 2000 | Socorro       | LINEAR          | —         | MPC                           |
| 106055     | 2000 SP313 | 27 set 2000 | Socorro       | LINEAR          | —         | MPC                           |
| 106056     | 2000 SF315 | 28 set 2000 | Socorro       | LINEAR          | —         | MPC                           |
| 106057     | 2000 SZ315 | 30 set 2000 | Socorro       | LINEAR          | —         | MPC                           |
| 106058     | 2000 SE316 | 30 set 2000 | Socorro       | LINEAR          | —         | MPC                           |
| 106059     | 2000 SK316 | 30 set 2000 | Socorro       | LINEAR          | —         | MPC                           |
| 106060     | 2000 SS316 | 30 set 2000 | Socorro       | LINEAR          | —         | MPC                           |
| 106061     | 2000 SU317 | 30 set 2000 | Socorro       | LINEAR          | —         | MPC                           |
| 106062     | 2000 ST318 | 26 set 2000 | Socorro       | LINEAR          | —         | MPC                           |
| 106063     | 2000 SR319 | 26 set 2000 | Socorro       | LINEAR          | —         | MPC                           |
| 106064     | 2000 SA323 | 28 set 2000 | Socorro       | LINEAR          | —         | MPC                           |
| 106065     | 2000 ST324 | 28 set 2000 | Kitt Peak     | Spacewatch      | —         | MPC                           |
| 106066     | 2000 SZ324 | 28 set 2000 | Kitt Peak     | Spacewatch      | —         | MPC                           |
| 106067     | 2000 SC328 | 30 set 2000 | Socorro       | LINEAR          | —         | MPC                           |
| 106068     | 2000 SC329 | 27 set 2000 | Kitt Peak     | Spacewatch      | —         | MPC                           |
| 106069     | 2000 SJ330 | 27 set 2000 | Socorro       | LINEAR          | —         | MPC                           |
| 106070     | 2000 SK333 | 26 set 2000 | Haleakalā     | NEAT            | —         | MPC                           |
| 106071     | 2000 SS335 | 26 set 2000 | Haleakala     | NEAT            | —         | MPC                           |
| 106072     | 2000 SU335 | 26 set 2000 | Haleakala     | NEAT            | —         | MPC                           |
| 106073     | 2000 SP338 | 25 set 2000 | Haleakala     | NEAT            | Maria     | MPC                           |
| 106074     | 2000 SO339 | 25 set 2000 | Haleakala     | NEAT            | —         | MPC                           |
| 106075     | 2000 SX339 | 25 set 2000 | Kitt Peak     | Spacewatch      | —         | MPC                           |
| 106076     | 2000 SB345 | 20 set 2000 | Haleakalā     | NEAT            | —         | MPC                           |
| 106077     | 2000 SB347 | 26 set 2000 | Haleakala     | NEAT            | —         | MPC                           |
| 106078     | 2000 SK347 | 25 set 2000 | Socorro       | LINEAR          | —         | MPC                           |
| 106079     | 2000 SF348 | 20 set 2000 | Socorro       | LINEAR          | —         | MPC                           |
| 106080     | 2000 SN348 | 20 set 2000 | Socorro       | LINEAR          | —         | MPC                           |
| 106081     | 2000 SU348 | 30 set 2000 | Anderson Mesa | LONEOS          | —         | MPC                           |
| 106082     | 2000 SP350 | 29 set 2000 | Anderson Mesa | LONEOS          | —         | MPC                           |
| 106083     | 2000 SR352 | 30 set 2000 | Anderson Mesa | LONEOS          | —         | MPC                           |
| 106084     | 2000 SA355 | 29 set 2000 | Anderson Mesa | LONEOS          | —         | MPC                           |
| 106085     | 2000 SO355 | 29 set 2000 | Anderson Mesa | LONEOS          | —         | MPC                           |
| 106086     | 2000 SE356 | 29 set 2000 | Anderson Mesa | LONEOS          | —         | MPC                           |
| 106087     | 2000 SY357 | 28 set 2000 | Anderson Mesa | LONEOS          | —         | MPC                           |
| 106088     | 2000 SB359 | 26 set 2000 | Anderson Mesa | LONEOS          | —         | MPC                           |
| 106089     | 2000 SJ359 | 26 set 2000 | Anderson Mesa | LONEOS          | —         | MPC                           |
| 106090     | 2000 SY359 | 26 set 2000 | Anderson Mesa | LONEOS          | —         | MPC                           |
| 106091     | 2000 SZ361 | 23 set 2000 | Anderson Mesa | LONEOS          | —         | MPC                           |
| 106092     | 2000 SK362 | 24 set 2000 | Anderson Mesa | LONEOS          | —         | MPC                           |
| 106093     | 2000 SD366 | 23 set 2000 | Anderson Mesa | LONEOS          | —         | MPC                           |
| 106094     | 2000 SA368 | 24 set 2000 | Socorro       | LINEAR          | —         | MPC                           |
| 106095     | 2000 SP369 | 25 set 2000 | Anderson Mesa | LONEOS          | —         | MPC                           |
| 106096     | 2000 TQ    | 2 out 2000  | Emerald Lane  | L. Ball         | —         | MPC                           |
| 106097     | 2000 TC2   | 4 out 2000  | Desert Beaver | W. K. Y. Yeung  | —         | MPC                           |
| 106098     | 2000 TC5   | 1 out 2000  | Socorro       | LINEAR          | —         | MPC                           |
| 106099     | 2000 TF7   | 1 out 2000  | Socorro       | LINEAR          | —         | MPC                           |
| 106100     | 2000 TX9   | 1 out 2000  | Socorro       | LINEAR          | —         | MPC                           |

## 106101–106200
| Designação | Designação | Descoberta  | Descoberta        | Descobridor(es) | Categoria | Mais informações / Referência |
| Permanente | Provisória | Data        | Local             | Descobridor(es) | Categoria | Mais informações / Referência |
| ---------- | ---------- | ----------- | ----------------- | --------------- | --------- | ----------------------------- |
| 106101     | 2000 TT12  | 1 out 2000  | Socorro           | LINEAR          | —         | MPC                           |
| 106102     | 2000 TE13  | 1 out 2000  | Socorro           | LINEAR          | —         | MPC                           |
| 106103     | 2000 TM13  | 1 out 2000  | Socorro           | LINEAR          | —         | MPC                           |
| 106104     | 2000 TZ15  | 1 out 2000  | Socorro           | LINEAR          | —         | MPC                           |
| 106105     | 2000 TW16  | 1 out 2000  | Socorro           | LINEAR          | —         | MPC                           |
| 106106     | 2000 TG18  | 1 out 2000  | Socorro           | LINEAR          | —         | MPC                           |
| 106107     | 2000 TC19  | 1 out 2000  | Socorro           | LINEAR          | —         | MPC                           |
| 106108     | 2000 TF19  | 1 out 2000  | Socorro           | LINEAR          | —         | MPC                           |
| 106109     | 2000 TV21  | 1 out 2000  | Socorro           | LINEAR          | —         | MPC                           |
| 106110     | 2000 TW21  | 1 out 2000  | Socorro           | LINEAR          | —         | MPC                           |
| 106111     | 2000 TS22  | 4 out 2000  | Socorro           | LINEAR          | Juno      | MPC                           |
| 106112     | 2000 TT23  | 1 out 2000  | Socorro           | LINEAR          | Themis    | MPC                           |
| 106113     | 2000 TF25  | 2 out 2000  | Socorro           | LINEAR          | —         | MPC                           |
| 106114     | 2000 TC27  | 2 out 2000  | Socorro           | LINEAR          | —         | MPC                           |
| 106115     | 2000 TU27  | 3 out 2000  | Socorro           | LINEAR          | —         | MPC                           |
| 106116     | 2000 TP28  | 4 out 2000  | Socorro           | LINEAR          | —         | MPC                           |
| 106117     | 2000 TH29  | 3 out 2000  | Socorro           | LINEAR          | Brangane  | MPC                           |
| 106118     | 2000 TT32  | 1 out 2000  | Socorro           | LINEAR          | —         | MPC                           |
| 106119     | 2000 TZ32  | 4 out 2000  | Socorro           | LINEAR          | —         | MPC                           |
| 106120     | 2000 TM33  | 4 out 2000  | Socorro           | LINEAR          | Juno      | MPC                           |
| 106121     | 2000 TP33  | 4 out 2000  | Socorro           | LINEAR          | —         | MPC                           |
| 106122     | 2000 TE34  | 7 out 2000  | Desert Beaver     | W. K. Y. Yeung  | —         | MPC                           |
| 106123     | 2000 TK35  | 6 out 2000  | Anderson Mesa     | LONEOS          | Ursula    | MPC                           |
| 106124     | 2000 TL35  | 6 out 2000  | Anderson Mesa     | LONEOS          | —         | MPC                           |
| 106125     | 2000 TS35  | 6 out 2000  | Anderson Mesa     | LONEOS          | —         | MPC                           |
| 106126     | 2000 TH36  | 6 out 2000  | Anderson Mesa     | LONEOS          | —         | MPC                           |
| 106127     | 2000 TM36  | 6 out 2000  | Anderson Mesa     | LONEOS          | —         | MPC                           |
| 106128     | 2000 TR37  | 1 out 2000  | Socorro           | LINEAR          | —         | MPC                           |
| 106129     | 2000 TM38  | 1 out 2000  | Socorro           | LINEAR          | Brangane  | MPC                           |
| 106130     | 2000 TC39  | 1 out 2000  | Socorro           | LINEAR          | —         | MPC                           |
| 106131     | 2000 TO39  | 1 out 2000  | Socorro           | LINEAR          | —         | MPC                           |
| 106132     | 2000 TT40  | 1 out 2000  | Socorro           | LINEAR          | —         | MPC                           |
| 106133     | 2000 TA41  | 1 out 2000  | Socorro           | LINEAR          | —         | MPC                           |
| 106134     | 2000 TZ41  | 1 out 2000  | Socorro           | LINEAR          | —         | MPC                           |
| 106135     | 2000 TE42  | 1 out 2000  | Socorro           | LINEAR          | —         | MPC                           |
| 106136     | 2000 TH42  | 1 out 2000  | Socorro           | LINEAR          | Brangane  | MPC                           |
| 106137     | 2000 TC43  | 1 out 2000  | Socorro           | LINEAR          | —         | MPC                           |
| 106138     | 2000 TO43  | 1 out 2000  | Socorro           | LINEAR          | —         | MPC                           |
| 106139     | 2000 TQ43  | 1 out 2000  | Socorro           | LINEAR          | —         | MPC                           |
| 106140     | 2000 TP44  | 1 out 2000  | Socorro           | LINEAR          | —         | MPC                           |
| 106141     | 2000 TQ44  | 1 out 2000  | Socorro           | LINEAR          | —         | MPC                           |
| 106142     | 2000 TT44  | 1 out 2000  | Socorro           | LINEAR          | —         | MPC                           |
| 106143     | 2000 TU44  | 1 out 2000  | Socorro           | LINEAR          | —         | MPC                           |
| 106144     | 2000 TL46  | 1 out 2000  | Anderson Mesa     | LONEOS          | —         | MPC                           |
| 106145     | 2000 TQ49  | 1 out 2000  | Socorro           | LINEAR          | —         | MPC                           |
| 106146     | 2000 TU50  | 1 out 2000  | Socorro           | LINEAR          | Eunomia   | MPC                           |
| 106147     | 2000 TB51  | 1 out 2000  | Socorro           | LINEAR          | —         | MPC                           |
| 106148     | 2000 TH51  | 1 out 2000  | Socorro           | LINEAR          | —         | MPC                           |
| 106149     | 2000 TN51  | 1 out 2000  | Socorro           | LINEAR          | —         | MPC                           |
| 106150     | 2000 TF54  | 1 out 2000  | Socorro           | LINEAR          | —         | MPC                           |
| 106151     | 2000 TR56  | 2 out 2000  | Socorro           | LINEAR          | —         | MPC                           |
| 106152     | 2000 TZ56  | 2 out 2000  | Anderson Mesa     | LONEOS          | —         | MPC                           |
| 106153     | 2000 TM57  | 2 out 2000  | Anderson Mesa     | LONEOS          | —         | MPC                           |
| 106154     | 2000 TV58  | 2 out 2000  | Anderson Mesa     | LONEOS          | Brangane  | MPC                           |
| 106155     | 2000 TB59  | 2 out 2000  | Anderson Mesa     | LONEOS          | —         | MPC                           |
| 106156     | 2000 TU59  | 2 out 2000  | Anderson Mesa     | LONEOS          | —         | MPC                           |
| 106157     | 2000 TJ60  | 2 out 2000  | Anderson Mesa     | LONEOS          | —         | MPC                           |
| 106158     | 2000 TT60  | 2 out 2000  | Anderson Mesa     | LONEOS          | —         | MPC                           |
| 106159     | 2000 TU60  | 2 out 2000  | Anderson Mesa     | LONEOS          | —         | MPC                           |
| 106160     | 2000 TG61  | 2 out 2000  | Anderson Mesa     | LONEOS          | —         | MPC                           |
| 106161     | 2000 TQ62  | 2 out 2000  | Socorro           | LINEAR          | —         | MPC                           |
| 106162     | 2000 TR62  | 2 out 2000  | Socorro           | LINEAR          | —         | MPC                           |
| 106163     | 2000 TT64  | 1 out 2000  | Anderson Mesa     | LONEOS          | —         | MPC                           |
| 106164     | 2000 TA65  | 1 out 2000  | Socorro           | LINEAR          | —         | MPC                           |
| 106165     | 2000 TC65  | 1 out 2000  | Socorro           | LINEAR          | —         | MPC                           |
| 106166     | 2000 TN66  | 1 out 2000  | Socorro           | LINEAR          | —         | MPC                           |
| 106167     | 2000 TS66  | 1 out 2000  | Kitt Peak         | Spacewatch      | Ursula    | MPC                           |
| 106168     | 2000 TE67  | 2 out 2000  | Socorro           | LINEAR          | —         | MPC                           |
| 106169     | 2000 TP67  | 2 out 2000  | Socorro           | LINEAR          | —         | MPC                           |
| 106170     | 2000 TF68  | 6 out 2000  | Anderson Mesa     | LONEOS          | —         | MPC                           |
| 106171     | 2000 TT70  | 5 out 2000  | Socorro           | LINEAR          | —         | MPC                           |
| 106172     | 2000 UF    | 19 out 2000 | Ondřejov          | L. Kotková      | —         | MPC                           |
| 106173     | 2000 UX2   | 22 out 2000 | Bergisch Gladbach | W. Bickel       | —         | MPC                           |
| 106174     | 2000 UX3   | 24 out 2000 | Socorro           | LINEAR          | —         | MPC                           |
| 106175     | 2000 UL5   | 24 out 2000 | Socorro           | LINEAR          | —         | MPC                           |
| 106176     | 2000 UQ5   | 24 out 2000 | Socorro           | LINEAR          | —         | MPC                           |
| 106177     | 2000 UZ5   | 24 out 2000 | Socorro           | LINEAR          | Juno      | MPC                           |
| 106178     | 2000 UA6   | 25 out 2000 | Socorro           | LINEAR          | —         | MPC                           |
| 106179     | 2000 UD6   | 24 out 2000 | Socorro           | LINEAR          | —         | MPC                           |
| 106180     | 2000 UL6   | 24 out 2000 | Socorro           | LINEAR          | —         | MPC                           |
| 106181     | 2000 UY6   | 24 out 2000 | Socorro           | LINEAR          | —         | MPC                           |
| 106182     | 2000 UF7   | 24 out 2000 | Socorro           | LINEAR          | —         | MPC                           |
| 106183     | 2000 US8   | 24 out 2000 | Socorro           | LINEAR          | —         | MPC                           |
| 106184     | 2000 UG9   | 24 out 2000 | Socorro           | LINEAR          | —         | MPC                           |
| 106185     | 2000 UP9   | 24 out 2000 | Socorro           | LINEAR          | —         | MPC                           |
| 106186     | 2000 US9   | 24 out 2000 | Socorro           | LINEAR          | —         | MPC                           |
| 106187     | 2000 UY9   | 24 out 2000 | Socorro           | LINEAR          | —         | MPC                           |
| 106188     | 2000 UZ10  | 25 out 2000 | Socorro           | LINEAR          | —         | MPC                           |
| 106189     | 2000 UM11  | 26 out 2000 | Fountain Hills    | C. W. Juels     | —         | MPC                           |
| 106190     | 2000 UH12  | 24 out 2000 | Socorro           | LINEAR          | —         | MPC                           |
| 106191     | 2000 UL12  | 24 out 2000 | Socorro           | LINEAR          | —         | MPC                           |
| 106192     | 2000 UP12  | 25 out 2000 | Socorro           | LINEAR          | —         | MPC                           |
| 106193     | 2000 UU14  | 25 out 2000 | Socorro           | LINEAR          | —         | MPC                           |
| 106194     | 2000 UF15  | 25 out 2000 | Socorro           | LINEAR          | —         | MPC                           |
| 106195     | 2000 UM15  | 29 out 2000 | Ondřejov          | P. Kušnirák     | Brangane  | MPC                           |
| 106196     | 2000 UF16  | 29 out 2000 | Socorro           | LINEAR          | Juno      | MPC                           |
| 106197     | 2000 UO17  | 24 out 2000 | Socorro           | LINEAR          | —         | MPC                           |
| 106198     | 2000 UQ18  | 25 out 2000 | Socorro           | LINEAR          | —         | MPC                           |
| 106199     | 2000 UR18  | 25 out 2000 | Socorro           | LINEAR          | —         | MPC                           |
| 106200     | 2000 UA19  | 27 out 2000 | Socorro           | LINEAR          | —         | MPC                           |

## 106201–106300
| Designação | Designação | Descoberta  | Descoberta | Descobridor(es) | Categoria | Mais informações / Referência |
| Permanente | Provisória | Data        | Local      | Descobridor(es) | Categoria | Mais informações / Referência |
| ---------- | ---------- | ----------- | ---------- | --------------- | --------- | ----------------------------- |
| 106201     | 2000 UR21  | 24 out 2000 | Socorro    | LINEAR          | —         | MPC                           |
| 106202     | 2000 UE22  | 24 out 2000 | Socorro    | LINEAR          | —         | MPC                           |
| 106203     | 2000 UB23  | 24 out 2000 | Socorro    | LINEAR          | —         | MPC                           |
| 106204     | 2000 UP27  | 24 out 2000 | Socorro    | LINEAR          | —         | MPC                           |
| 106205     | 2000 UY28  | 29 out 2000 | Kitt Peak  | Spacewatch      | —         | MPC                           |
| 106206     | 2000 UR29  | 24 out 2000 | Socorro    | LINEAR          | —         | MPC                           |
| 106207     | 2000 UU29  | 25 out 2000 | Socorro    | LINEAR          | —         | MPC                           |
| 106208     | 2000 UW30  | 26 out 2000 | Xinglong   | SCAP            | —         | MPC                           |
| 106209     | 2000 UQ31  | 29 out 2000 | Kitt Peak  | Spacewatch      | —         | MPC                           |
| 106210     | 2000 UA32  | 29 out 2000 | Kitt Peak  | Spacewatch      | —         | MPC                           |
| 106211     | 2000 UR32  | 29 out 2000 | Kitt Peak  | Spacewatch      | —         | MPC                           |
| 106212     | 2000 UJ33  | 29 out 2000 | Kitt Peak  | Spacewatch      | —         | MPC                           |
| 106213     | 2000 UU33  | 24 out 2000 | Socorro    | LINEAR          | —         | MPC                           |
| 106214     | 2000 UZ34  | 24 out 2000 | Socorro    | LINEAR          | —         | MPC                           |
| 106215     | 2000 UD35  | 24 out 2000 | Socorro    | LINEAR          | —         | MPC                           |
| 106216     | 2000 US35  | 24 out 2000 | Socorro    | LINEAR          | —         | MPC                           |
| 106217     | 2000 UT35  | 24 out 2000 | Socorro    | LINEAR          | —         | MPC                           |
| 106218     | 2000 UV35  | 24 out 2000 | Socorro    | LINEAR          | —         | MPC                           |
| 106219     | 2000 UC36  | 24 out 2000 | Socorro    | LINEAR          | —         | MPC                           |
| 106220     | 2000 UD37  | 24 out 2000 | Socorro    | LINEAR          | —         | MPC                           |
| 106221     | 2000 UA38  | 24 out 2000 | Socorro    | LINEAR          | —         | MPC                           |
| 106222     | 2000 UN38  | 24 out 2000 | Socorro    | LINEAR          | —         | MPC                           |
| 106223     | 2000 UX38  | 24 out 2000 | Socorro    | LINEAR          | Ursula    | MPC                           |
| 106224     | 2000 UA39  | 24 out 2000 | Socorro    | LINEAR          | —         | MPC                           |
| 106225     | 2000 UN39  | 24 out 2000 | Socorro    | LINEAR          | —         | MPC                           |
| 106226     | 2000 US39  | 24 out 2000 | Socorro    | LINEAR          | —         | MPC                           |
| 106227     | 2000 UA40  | 24 out 2000 | Socorro    | LINEAR          | Chloris   | MPC                           |
| 106228     | 2000 UB40  | 24 out 2000 | Socorro    | LINEAR          | —         | MPC                           |
| 106229     | 2000 UM40  | 24 out 2000 | Socorro    | LINEAR          | —         | MPC                           |
| 106230     | 2000 UB41  | 24 out 2000 | Socorro    | LINEAR          | —         | MPC                           |
| 106231     | 2000 UL41  | 24 out 2000 | Socorro    | LINEAR          | —         | MPC                           |
| 106232     | 2000 UK42  | 24 out 2000 | Socorro    | LINEAR          | —         | MPC                           |
| 106233     | 2000 UP43  | 24 out 2000 | Socorro    | LINEAR          | —         | MPC                           |
| 106234     | 2000 UJ44  | 24 out 2000 | Socorro    | LINEAR          | Ursula    | MPC                           |
| 106235     | 2000 UP44  | 24 out 2000 | Socorro    | LINEAR          | —         | MPC                           |
| 106236     | 2000 UN45  | 24 out 2000 | Socorro    | LINEAR          | —         | MPC                           |
| 106237     | 2000 UU45  | 24 out 2000 | Socorro    | LINEAR          | —         | MPC                           |
| 106238     | 2000 UW45  | 24 out 2000 | Socorro    | LINEAR          | —         | MPC                           |
| 106239     | 2000 UM46  | 24 out 2000 | Socorro    | LINEAR          | —         | MPC                           |
| 106240     | 2000 UB47  | 24 out 2000 | Socorro    | LINEAR          | —         | MPC                           |
| 106241     | 2000 UC47  | 24 out 2000 | Socorro    | LINEAR          | —         | MPC                           |
| 106242     | 2000 UL47  | 24 out 2000 | Socorro    | LINEAR          | —         | MPC                           |
| 106243     | 2000 UX47  | 24 out 2000 | Socorro    | LINEAR          | —         | MPC                           |
| 106244     | 2000 UX48  | 24 out 2000 | Socorro    | LINEAR          | —         | MPC                           |
| 106245     | 2000 UZ48  | 24 out 2000 | Socorro    | LINEAR          | —         | MPC                           |
| 106246     | 2000 UF50  | 24 out 2000 | Socorro    | LINEAR          | —         | MPC                           |
| 106247     | 2000 UA51  | 24 out 2000 | Socorro    | LINEAR          | —         | MPC                           |
| 106248     | 2000 UO51  | 24 out 2000 | Socorro    | LINEAR          | —         | MPC                           |
| 106249     | 2000 UK52  | 24 out 2000 | Socorro    | LINEAR          | —         | MPC                           |
| 106250     | 2000 UM52  | 24 out 2000 | Socorro    | LINEAR          | —         | MPC                           |
| 106251     | 2000 UA54  | 24 out 2000 | Socorro    | LINEAR          | —         | MPC                           |
| 106252     | 2000 UV54  | 24 out 2000 | Socorro    | LINEAR          | —         | MPC                           |
| 106253     | 2000 UE56  | 24 out 2000 | Socorro    | LINEAR          | —         | MPC                           |
| 106254     | 2000 UU56  | 25 out 2000 | Socorro    | LINEAR          | —         | MPC                           |
| 106255     | 2000 UE57  | 25 out 2000 | Socorro    | LINEAR          | —         | MPC                           |
| 106256     | 2000 UK57  | 25 out 2000 | Socorro    | LINEAR          | Brangane  | MPC                           |
| 106257     | 2000 UJ58  | 25 out 2000 | Socorro    | LINEAR          | —         | MPC                           |
| 106258     | 2000 UN59  | 25 out 2000 | Socorro    | LINEAR          | —         | MPC                           |
| 106259     | 2000 UX59  | 25 out 2000 | Socorro    | LINEAR          | —         | MPC                           |
| 106260     | 2000 UC60  | 25 out 2000 | Socorro    | LINEAR          | —         | MPC                           |
| 106261     | 2000 UD60  | 25 out 2000 | Socorro    | LINEAR          | —         | MPC                           |
| 106262     | 2000 UZ60  | 25 out 2000 | Socorro    | LINEAR          | Brangane  | MPC                           |
| 106263     | 2000 UG62  | 25 out 2000 | Socorro    | LINEAR          | —         | MPC                           |
| 106264     | 2000 UP62  | 25 out 2000 | Socorro    | LINEAR          | —         | MPC                           |
| 106265     | 2000 UX62  | 25 out 2000 | Socorro    | LINEAR          | —         | MPC                           |
| 106266     | 2000 UA63  | 25 out 2000 | Socorro    | LINEAR          | —         | MPC                           |
| 106267     | 2000 UZ63  | 25 out 2000 | Socorro    | LINEAR          | —         | MPC                           |
| 106268     | 2000 UD64  | 25 out 2000 | Socorro    | LINEAR          | —         | MPC                           |
| 106269     | 2000 UW64  | 25 out 2000 | Socorro    | LINEAR          | —         | MPC                           |
| 106270     | 2000 UK66  | 25 out 2000 | Socorro    | LINEAR          | —         | MPC                           |
| 106271     | 2000 UO67  | 25 out 2000 | Socorro    | LINEAR          | —         | MPC                           |
| 106272     | 2000 UP67  | 25 out 2000 | Socorro    | LINEAR          | —         | MPC                           |
| 106273     | 2000 UB68  | 25 out 2000 | Socorro    | LINEAR          | —         | MPC                           |
| 106274     | 2000 UU69  | 25 out 2000 | Socorro    | LINEAR          | —         | MPC                           |
| 106275     | 2000 UY69  | 25 out 2000 | Socorro    | LINEAR          | —         | MPC                           |
| 106276     | 2000 UB70  | 25 out 2000 | Socorro    | LINEAR          | Ursula    | MPC                           |
| 106277     | 2000 UA71  | 25 out 2000 | Socorro    | LINEAR          | —         | MPC                           |
| 106278     | 2000 UZ71  | 25 out 2000 | Socorro    | LINEAR          | Ursula    | MPC                           |
| 106279     | 2000 UN72  | 25 out 2000 | Socorro    | LINEAR          | —         | MPC                           |
| 106280     | 2000 UQ72  | 25 out 2000 | Socorro    | LINEAR          | —         | MPC                           |
| 106281     | 2000 UW73  | 26 out 2000 | Socorro    | LINEAR          | —         | MPC                           |
| 106282     | 2000 UP74  | 30 out 2000 | Socorro    | LINEAR          | Ursula    | MPC                           |
| 106283     | 2000 UZ74  | 31 out 2000 | Socorro    | LINEAR          | —         | MPC                           |
| 106284     | 2000 UG76  | 29 out 2000 | Socorro    | LINEAR          | —         | MPC                           |
| 106285     | 2000 UG77  | 24 out 2000 | Socorro    | LINEAR          | Brangane  | MPC                           |
| 106286     | 2000 UK77  | 24 out 2000 | Socorro    | LINEAR          | —         | MPC                           |
| 106287     | 2000 UP77  | 24 out 2000 | Socorro    | LINEAR          | —         | MPC                           |
| 106288     | 2000 UK78  | 24 out 2000 | Socorro    | LINEAR          | —         | MPC                           |
| 106289     | 2000 UY78  | 24 out 2000 | Socorro    | LINEAR          | —         | MPC                           |
| 106290     | 2000 UR79  | 24 out 2000 | Socorro    | LINEAR          | —         | MPC                           |
| 106291     | 2000 UW79  | 24 out 2000 | Socorro    | LINEAR          | —         | MPC                           |
| 106292     | 2000 UM80  | 24 out 2000 | Socorro    | LINEAR          | —         | MPC                           |
| 106293     | 2000 US81  | 24 out 2000 | Socorro    | LINEAR          | —         | MPC                           |
| 106294     | 2000 UH82  | 26 out 2000 | Socorro    | LINEAR          | —         | MPC                           |
| 106295     | 2000 UJ82  | 26 out 2000 | Socorro    | LINEAR          | Mitidika  | MPC                           |
| 106296     | 2000 UE83  | 30 out 2000 | Socorro    | LINEAR          | —         | MPC                           |
| 106297     | 2000 UQ83  | 31 out 2000 | Socorro    | LINEAR          | Ursula    | MPC                           |
| 106298     | 2000 UX83  | 31 out 2000 | Socorro    | LINEAR          | Brangane  | MPC                           |
| 106299     | 2000 UJ84  | 31 out 2000 | Socorro    | LINEAR          | —         | MPC                           |
| 106300     | 2000 UX84  | 31 out 2000 | Socorro    | LINEAR          | —         | MPC                           |

## 106301–106400
| Designação | Designação | Descoberta  | Descoberta    | Descobridor(es) | Categoria | Mais informações / Referência |
| Permanente | Provisória | Data        | Local         | Descobridor(es) | Categoria | Mais informações / Referência |
| ---------- | ---------- | ----------- | ------------- | --------------- | --------- | ----------------------------- |
| 106301     | 2000 UJ86  | 31 out 2000 | Socorro       | LINEAR          | —         | MPC                           |
| 106302     | 2000 UJ87  | 31 out 2000 | Socorro       | LINEAR          | Themis    | MPC                           |
| 106303     | 2000 UO87  | 31 out 2000 | Socorro       | LINEAR          | —         | MPC                           |
| 106304     | 2000 UO88  | 31 out 2000 | Socorro       | LINEAR          | —         | MPC                           |
| 106305     | 2000 UD90  | 24 out 2000 | Socorro       | LINEAR          | —         | MPC                           |
| 106306     | 2000 UU91  | 25 out 2000 | Socorro       | LINEAR          | Ursula    | MPC                           |
| 106307     | 2000 UD92  | 25 out 2000 | Socorro       | LINEAR          | —         | MPC                           |
| 106308     | 2000 UN92  | 25 out 2000 | Socorro       | LINEAR          | —         | MPC                           |
| 106309     | 2000 UU92  | 25 out 2000 | Socorro       | LINEAR          | —         | MPC                           |
| 106310     | 2000 UX92  | 25 out 2000 | Socorro       | LINEAR          | —         | MPC                           |
| 106311     | 2000 UL93  | 25 out 2000 | Socorro       | LINEAR          | —         | MPC                           |
| 106312     | 2000 UC94  | 25 out 2000 | Socorro       | LINEAR          | —         | MPC                           |
| 106313     | 2000 UE94  | 25 out 2000 | Socorro       | LINEAR          | —         | MPC                           |
| 106314     | 2000 UJ94  | 25 out 2000 | Socorro       | LINEAR          | —         | MPC                           |
| 106315     | 2000 UP94  | 25 out 2000 | Socorro       | LINEAR          | —         | MPC                           |
| 106316     | 2000 UA96  | 25 out 2000 | Socorro       | LINEAR          | —         | MPC                           |
| 106317     | 2000 UK96  | 25 out 2000 | Socorro       | LINEAR          | Brangane  | MPC                           |
| 106318     | 2000 UP97  | 25 out 2000 | Socorro       | LINEAR          | —         | MPC                           |
| 106319     | 2000 UD98  | 25 out 2000 | Socorro       | LINEAR          | —         | MPC                           |
| 106320     | 2000 UN98  | 25 out 2000 | Socorro       | LINEAR          | Ursula    | MPC                           |
| 106321     | 2000 US98  | 25 out 2000 | Socorro       | LINEAR          | —         | MPC                           |
| 106322     | 2000 UQ99  | 25 out 2000 | Socorro       | LINEAR          | —         | MPC                           |
| 106323     | 2000 UD100 | 25 out 2000 | Socorro       | LINEAR          | —         | MPC                           |
| 106324     | 2000 UD101 | 25 out 2000 | Socorro       | LINEAR          | —         | MPC                           |
| 106325     | 2000 UE101 | 25 out 2000 | Socorro       | LINEAR          | —         | MPC                           |
| 106326     | 2000 UN101 | 25 out 2000 | Socorro       | LINEAR          | —         | MPC                           |
| 106327     | 2000 UF102 | 25 out 2000 | Socorro       | LINEAR          | —         | MPC                           |
| 106328     | 2000 UV102 | 25 out 2000 | Socorro       | LINEAR          | Ursula    | MPC                           |
| 106329     | 2000 UL104 | 25 out 2000 | Socorro       | LINEAR          | —         | MPC                           |
| 106330     | 2000 UU104 | 25 out 2000 | Socorro       | LINEAR          | —         | MPC                           |
| 106331     | 2000 UW105 | 29 out 2000 | Socorro       | LINEAR          | —         | MPC                           |
| 106332     | 2000 UO106 | 30 out 2000 | Socorro       | LINEAR          | —         | MPC                           |
| 106333     | 2000 UC107 | 30 out 2000 | Socorro       | LINEAR          | —         | MPC                           |
| 106334     | 2000 UM107 | 30 out 2000 | Socorro       | LINEAR          | —         | MPC                           |
| 106335     | 2000 UV107 | 30 out 2000 | Socorro       | LINEAR          | —         | MPC                           |
| 106336     | 2000 UW107 | 30 out 2000 | Socorro       | LINEAR          | —         | MPC                           |
| 106337     | 2000 UZ107 | 30 out 2000 | Socorro       | LINEAR          | —         | MPC                           |
| 106338     | 2000 UE108 | 30 out 2000 | Socorro       | LINEAR          | —         | MPC                           |
| 106339     | 2000 UT108 | 31 out 2000 | Socorro       | LINEAR          | Ursula    | MPC                           |
| 106340     | 2000 UV108 | 31 out 2000 | Socorro       | LINEAR          | —         | MPC                           |
| 106341     | 2000 UZ108 | 31 out 2000 | Socorro       | LINEAR          | —         | MPC                           |
| 106342     | 2000 UP110 | 31 out 2000 | Socorro       | LINEAR          | —         | MPC                           |
| 106343     | 2000 UT110 | 25 out 2000 | Socorro       | LINEAR          | —         | MPC                           |
| 106344     | 2000 UC111 | 26 out 2000 | Kitt Peak     | Spacewatch      | —         | MPC                           |
| 106345     | 2000 UQ111 | 29 out 2000 | Kitt Peak     | Spacewatch      | —         | MPC                           |
| 106346     | 2000 UA112 | 29 out 2000 | Kitt Peak     | Spacewatch      | —         | MPC                           |
| 106347     | 2000 UG112 | 31 out 2000 | Socorro       | LINEAR          | —         | MPC                           |
| 106348     | 2000 UJ112 | 25 out 2000 | Socorro       | LINEAR          | Mitidika  | MPC                           |
| 106349     | 2000 VE    | 1 nov 2000  | Desert Beaver | W. K. Y. Yeung  | —         | MPC                           |
| 106350     | 2000 VM1   | 1 nov 2000  | Socorro       | LINEAR          | —         | MPC                           |
| 106351     | 2000 VH2   | 1 nov 2000  | Socorro       | LINEAR          | —         | MPC                           |
| 106352     | 2000 VA3   | 1 nov 2000  | Kitt Peak     | Spacewatch      | —         | MPC                           |
| 106353     | 2000 VX3   | 1 nov 2000  | Socorro       | LINEAR          | —         | MPC                           |
| 106354     | 2000 VD4   | 1 nov 2000  | Socorro       | LINEAR          | —         | MPC                           |
| 106355     | 2000 VS4   | 1 nov 2000  | Socorro       | LINEAR          | —         | MPC                           |
| 106356     | 2000 VX4   | 1 nov 2000  | Socorro       | LINEAR          | —         | MPC                           |
| 106357     | 2000 VD5   | 1 nov 2000  | Socorro       | LINEAR          | —         | MPC                           |
| 106358     | 2000 VE5   | 1 nov 2000  | Socorro       | LINEAR          | —         | MPC                           |
| 106359     | 2000 VP6   | 1 nov 2000  | Socorro       | LINEAR          | —         | MPC                           |
| 106360     | 2000 VB7   | 1 nov 2000  | Socorro       | LINEAR          | —         | MPC                           |
| 106361     | 2000 VK7   | 1 nov 2000  | Socorro       | LINEAR          | —         | MPC                           |
| 106362     | 2000 VB8   | 1 nov 2000  | Socorro       | LINEAR          | —         | MPC                           |
| 106363     | 2000 VE8   | 1 nov 2000  | Socorro       | LINEAR          | —         | MPC                           |
| 106364     | 2000 VO8   | 1 nov 2000  | Socorro       | LINEAR          | —         | MPC                           |
| 106365     | 2000 VS8   | 1 nov 2000  | Socorro       | LINEAR          | —         | MPC                           |
| 106366     | 2000 VM9   | 1 nov 2000  | Socorro       | LINEAR          | Chloris   | MPC                           |
| 106367     | 2000 VQ9   | 1 nov 2000  | Socorro       | LINEAR          | Mitidika  | MPC                           |
| 106368     | 2000 VZ9   | 1 nov 2000  | Socorro       | LINEAR          | —         | MPC                           |
| 106369     | 2000 VE10  | 1 nov 2000  | Socorro       | LINEAR          | —         | MPC                           |
| 106370     | 2000 VT10  | 1 nov 2000  | Socorro       | LINEAR          | —         | MPC                           |
| 106371     | 2000 VA11  | 1 nov 2000  | Socorro       | LINEAR          | Ursula    | MPC                           |
| 106372     | 2000 VJ11  | 1 nov 2000  | Socorro       | LINEAR          | —         | MPC                           |
| 106373     | 2000 VP11  | 1 nov 2000  | Socorro       | LINEAR          | —         | MPC                           |
| 106374     | 2000 VQ11  | 1 nov 2000  | Socorro       | LINEAR          | —         | MPC                           |
| 106375     | 2000 VT13  | 1 nov 2000  | Socorro       | LINEAR          | Ursula    | MPC                           |
| 106376     | 2000 VW13  | 1 nov 2000  | Socorro       | LINEAR          | —         | MPC                           |
| 106377     | 2000 VY13  | 1 nov 2000  | Socorro       | LINEAR          | —         | MPC                           |
| 106378     | 2000 VG14  | 1 nov 2000  | Socorro       | LINEAR          | —         | MPC                           |
| 106379     | 2000 VL14  | 1 nov 2000  | Socorro       | LINEAR          | —         | MPC                           |
| 106380     | 2000 VE15  | 1 nov 2000  | Socorro       | LINEAR          | —         | MPC                           |
| 106381     | 2000 VB16  | 1 nov 2000  | Socorro       | LINEAR          | —         | MPC                           |
| 106382     | 2000 VF16  | 1 nov 2000  | Socorro       | LINEAR          | —         | MPC                           |
| 106383     | 2000 VG16  | 1 nov 2000  | Socorro       | LINEAR          | —         | MPC                           |
| 106384     | 2000 VQ16  | 1 nov 2000  | Socorro       | LINEAR          | —         | MPC                           |
| 106385     | 2000 VH17  | 1 nov 2000  | Socorro       | LINEAR          | —         | MPC                           |
| 106386     | 2000 VP17  | 1 nov 2000  | Socorro       | LINEAR          | —         | MPC                           |
| 106387     | 2000 VR17  | 1 nov 2000  | Socorro       | LINEAR          | —         | MPC                           |
| 106388     | 2000 VV17  | 1 nov 2000  | Socorro       | LINEAR          | —         | MPC                           |
| 106389     | 2000 VN20  | 1 nov 2000  | Socorro       | LINEAR          | —         | MPC                           |
| 106390     | 2000 VR20  | 1 nov 2000  | Socorro       | LINEAR          | —         | MPC                           |
| 106391     | 2000 VZ21  | 1 nov 2000  | Socorro       | LINEAR          | —         | MPC                           |
| 106392     | 2000 VB22  | 1 nov 2000  | Socorro       | LINEAR          | —         | MPC                           |
| 106393     | 2000 VW22  | 1 nov 2000  | Socorro       | LINEAR          | —         | MPC                           |
| 106394     | 2000 VG24  | 1 nov 2000  | Socorro       | LINEAR          | —         | MPC                           |
| 106395     | 2000 VL24  | 1 nov 2000  | Socorro       | LINEAR          | —         | MPC                           |
| 106396     | 2000 VQ24  | 1 nov 2000  | Socorro       | LINEAR          | —         | MPC                           |
| 106397     | 2000 VO25  | 1 nov 2000  | Socorro       | LINEAR          | —         | MPC                           |
| 106398     | 2000 VP25  | 1 nov 2000  | Socorro       | LINEAR          | —         | MPC                           |
| 106399     | 2000 VS25  | 1 nov 2000  | Socorro       | LINEAR          | —         | MPC                           |
| 106400     | 2000 VO27  | 1 nov 2000  | Socorro       | LINEAR          | —         | MPC                           |

## 106401–106500
| Designação | Designação | Descoberta  | Descoberta     | Descobridor(es) | Categoria | Mais informações / Referência |
| Permanente | Provisória | Data        | Local          | Descobridor(es) | Categoria | Mais informações / Referência |
| ---------- | ---------- | ----------- | -------------- | --------------- | --------- | ----------------------------- |
| 106401     | 2000 VB28  | 1 nov 2000  | Socorro        | LINEAR          | —         | MPC                           |
| 106402     | 2000 VD28  | 1 nov 2000  | Socorro        | LINEAR          | —         | MPC                           |
| 106403     | 2000 VN28  | 1 nov 2000  | Socorro        | LINEAR          | —         | MPC                           |
| 106404     | 2000 VV28  | 1 nov 2000  | Socorro        | LINEAR          | —         | MPC                           |
| 106405     | 2000 VJ29  | 1 nov 2000  | Socorro        | LINEAR          | —         | MPC                           |
| 106406     | 2000 VM29  | 1 nov 2000  | Socorro        | LINEAR          | —         | MPC                           |
| 106407     | 2000 VN29  | 1 nov 2000  | Socorro        | LINEAR          | —         | MPC                           |
| 106408     | 2000 VK30  | 1 nov 2000  | Socorro        | LINEAR          | Brangane  | MPC                           |
| 106409     | 2000 VE31  | 1 nov 2000  | Socorro        | LINEAR          | —         | MPC                           |
| 106410     | 2000 VJ31  | 1 nov 2000  | Socorro        | LINEAR          | —         | MPC                           |
| 106411     | 2000 VK31  | 1 nov 2000  | Socorro        | LINEAR          | —         | MPC                           |
| 106412     | 2000 VL31  | 1 nov 2000  | Socorro        | LINEAR          | —         | MPC                           |
| 106413     | 2000 VD32  | 1 nov 2000  | Socorro        | LINEAR          | —         | MPC                           |
| 106414     | 2000 VM32  | 1 nov 2000  | Socorro        | LINEAR          | —         | MPC                           |
| 106415     | 2000 VR32  | 1 nov 2000  | Socorro        | LINEAR          | Ursula    | MPC                           |
| 106416     | 2000 VC34  | 1 nov 2000  | Socorro        | LINEAR          | —         | MPC                           |
| 106417     | 2000 VC35  | 1 nov 2000  | Socorro        | LINEAR          | —         | MPC                           |
| 106418     | 2000 VU35  | 1 nov 2000  | Socorro        | LINEAR          | —         | MPC                           |
| 106419     | 2000 VO37  | 1 nov 2000  | Socorro        | LINEAR          | —         | MPC                           |
| 106420     | 2000 VC38  | 1 nov 2000  | Socorro        | LINEAR          | —         | MPC                           |
| 106421     | 2000 VE38  | 1 nov 2000  | Xinglong       | SCAP            | —         | MPC                           |
| 106422     | 2000 VC42  | 1 nov 2000  | Socorro        | LINEAR          | —         | MPC                           |
| 106423     | 2000 VH42  | 1 nov 2000  | Socorro        | LINEAR          | —         | MPC                           |
| 106424     | 2000 VN42  | 1 nov 2000  | Socorro        | LINEAR          | —         | MPC                           |
| 106425     | 2000 VU42  | 1 nov 2000  | Socorro        | LINEAR          | Ursula    | MPC                           |
| 106426     | 2000 VN43  | 1 nov 2000  | Socorro        | LINEAR          | —         | MPC                           |
| 106427     | 2000 VT43  | 1 nov 2000  | Socorro        | LINEAR          | Ursula    | MPC                           |
| 106428     | 2000 VV43  | 1 nov 2000  | Socorro        | LINEAR          | —         | MPC                           |
| 106429     | 2000 VZ43  | 1 nov 2000  | Socorro        | LINEAR          | —         | MPC                           |
| 106430     | 2000 VN45  | 2 nov 2000  | Socorro        | LINEAR          | —         | MPC                           |
| 106431     | 2000 VU45  | 2 nov 2000  | Socorro        | LINEAR          | —         | MPC                           |
| 106432     | 2000 VB48  | 2 nov 2000  | Socorro        | LINEAR          | —         | MPC                           |
| 106433     | 2000 VM48  | 2 nov 2000  | Socorro        | LINEAR          | —         | MPC                           |
| 106434     | 2000 VV49  | 2 nov 2000  | Socorro        | LINEAR          | —         | MPC                           |
| 106435     | 2000 VM50  | 2 nov 2000  | Socorro        | LINEAR          | —         | MPC                           |
| 106436     | 2000 VB51  | 3 nov 2000  | Socorro        | LINEAR          | —         | MPC                           |
| 106437     | 2000 VL51  | 3 nov 2000  | Socorro        | LINEAR          | —         | MPC                           |
| 106438     | 2000 VK52  | 3 nov 2000  | Socorro        | LINEAR          | —         | MPC                           |
| 106439     | 2000 VL52  | 3 nov 2000  | Socorro        | LINEAR          | —         | MPC                           |
| 106440     | 2000 VM52  | 3 nov 2000  | Socorro        | LINEAR          | Brangane  | MPC                           |
| 106441     | 2000 VA53  | 3 nov 2000  | Socorro        | LINEAR          | —         | MPC                           |
| 106442     | 2000 VL54  | 3 nov 2000  | Socorro        | LINEAR          | —         | MPC                           |
| 106443     | 2000 VN54  | 3 nov 2000  | Socorro        | LINEAR          | Ursula    | MPC                           |
| 106444     | 2000 VP54  | 3 nov 2000  | Socorro        | LINEAR          | Brangane  | MPC                           |
| 106445     | 2000 VN55  | 3 nov 2000  | Socorro        | LINEAR          | —         | MPC                           |
| 106446     | 2000 VT55  | 3 nov 2000  | Socorro        | LINEAR          | —         | MPC                           |
| 106447     | 2000 VA56  | 3 nov 2000  | Socorro        | LINEAR          | —         | MPC                           |
| 106448     | 2000 VN56  | 3 nov 2000  | Socorro        | LINEAR          | —         | MPC                           |
| 106449     | 2000 VU56  | 3 nov 2000  | Socorro        | LINEAR          | Brangane  | MPC                           |
| 106450     | 2000 VJ57  | 3 nov 2000  | Socorro        | LINEAR          | —         | MPC                           |
| 106451     | 2000 VX57  | 3 nov 2000  | Socorro        | LINEAR          | —         | MPC                           |
| 106452     | 2000 VJ59  | 6 nov 2000  | Socorro        | LINEAR          | —         | MPC                           |
| 106453     | 2000 VC60  | 1 nov 2000  | Socorro        | LINEAR          | —         | MPC                           |
| 106454     | 2000 VJ60  | 1 nov 2000  | Kitt Peak      | Spacewatch      | —         | MPC                           |
| 106455     | 2000 VJ62  | 9 nov 2000  | Socorro        | LINEAR          | —         | MPC                           |
| 106456     | 2000 VW62  | 3 nov 2000  | Socorro        | LINEAR          | —         | MPC                           |
| 106457     | 2000 WC    | 16 nov 2000 | Kitt Peak      | Spacewatch      | —         | MPC                           |
| 106458     | 2000 WT2   | 17 nov 2000 | Socorro        | LINEAR          | Juno      | MPC                           |
| 106459     | 2000 WD3   | 19 nov 2000 | Socorro        | LINEAR          | —         | MPC                           |
| 106460     | 2000 WV3   | 19 nov 2000 | Socorro        | LINEAR          | —         | MPC                           |
| 106461     | 2000 WZ3   | 19 nov 2000 | Socorro        | LINEAR          | —         | MPC                           |
| 106462     | 2000 WP4   | 19 nov 2000 | Socorro        | LINEAR          | Brangane  | MPC                           |
| 106463     | 2000 WR4   | 19 nov 2000 | Socorro        | LINEAR          | —         | MPC                           |
| 106464     | 2000 WU4   | 19 nov 2000 | Socorro        | LINEAR          | —         | MPC                           |
| 106465     | 2000 WZ4   | 19 nov 2000 | Socorro        | LINEAR          | Juno      | MPC                           |
| 106466     | 2000 WF7   | 20 nov 2000 | Socorro        | LINEAR          | —         | MPC                           |
| 106467     | 2000 WJ7   | 20 nov 2000 | Socorro        | LINEAR          | —         | MPC                           |
| 106468     | 2000 WO7   | 20 nov 2000 | Socorro        | LINEAR          | —         | MPC                           |
| 106469     | 2000 WR8   | 20 nov 2000 | Socorro        | LINEAR          | —         | MPC                           |
| 106470     | 2000 WU9   | 21 nov 2000 | Farpoint       | G. Hug          | —         | MPC                           |
| 106471     | 2000 WJ11  | 24 nov 2000 | Elmira         | A. J. Cecce     | —         | MPC                           |
| 106472     | 2000 WK12  | 22 nov 2000 | Haleakalā      | NEAT            | —         | MPC                           |
| 106473     | 2000 WV13  | 20 nov 2000 | Socorro        | LINEAR          | —         | MPC                           |
| 106474     | 2000 WZ13  | 20 nov 2000 | Socorro        | LINEAR          | —         | MPC                           |
| 106475     | 2000 WF14  | 20 nov 2000 | Socorro        | LINEAR          | —         | MPC                           |
| 106476     | 2000 WU15  | 21 nov 2000 | Socorro        | LINEAR          | —         | MPC                           |
| 106477     | 2000 WZ16  | 21 nov 2000 | Socorro        | LINEAR          | —         | MPC                           |
| 106478     | 2000 WH18  | 21 nov 2000 | Socorro        | LINEAR          | —         | MPC                           |
| 106479     | 2000 WP18  | 21 nov 2000 | Socorro        | LINEAR          | —         | MPC                           |
| 106480     | 2000 WX18  | 21 nov 2000 | Socorro        | LINEAR          | —         | MPC                           |
| 106481     | 2000 WD19  | 25 nov 2000 | Fountain Hills | C. W. Juels     | —         | MPC                           |
| 106482     | 2000 WA22  | 20 nov 2000 | Socorro        | LINEAR          | —         | MPC                           |
| 106483     | 2000 WF22  | 20 nov 2000 | Socorro        | LINEAR          | —         | MPC                           |
| 106484     | 2000 WV22  | 20 nov 2000 | Socorro        | LINEAR          | —         | MPC                           |
| 106485     | 2000 WU23  | 20 nov 2000 | Socorro        | LINEAR          | —         | MPC                           |
| 106486     | 2000 WG24  | 20 nov 2000 | Socorro        | LINEAR          | Ursula    | MPC                           |
| 106487     | 2000 WH24  | 20 nov 2000 | Socorro        | LINEAR          | —         | MPC                           |
| 106488     | 2000 WY24  | 20 nov 2000 | Socorro        | LINEAR          | —         | MPC                           |
| 106489     | 2000 WA25  | 20 nov 2000 | Socorro        | LINEAR          | Phocaea   | MPC                           |
| 106490     | 2000 WB26  | 21 nov 2000 | Socorro        | LINEAR          | —         | MPC                           |
| 106491     | 2000 WG28  | 23 nov 2000 | Haleakalā      | NEAT            | —         | MPC                           |
| 106492     | 2000 WJ28  | 23 nov 2000 | Haleakala      | NEAT            | —         | MPC                           |
| 106493     | 2000 WM29  | 21 nov 2000 | Socorro        | LINEAR          | —         | MPC                           |
| 106494     | 2000 WL30  | 20 nov 2000 | Socorro        | LINEAR          | —         | MPC                           |
| 106495     | 2000 WD31  | 20 nov 2000 | Socorro        | LINEAR          | —         | MPC                           |
| 106496     | 2000 WK31  | 20 nov 2000 | Socorro        | LINEAR          | —         | MPC                           |
| 106497     | 2000 WO31  | 20 nov 2000 | Socorro        | LINEAR          | —         | MPC                           |
| 106498     | 2000 WD33  | 20 nov 2000 | Socorro        | LINEAR          | —         | MPC                           |
| 106499     | 2000 WE33  | 20 nov 2000 | Socorro        | LINEAR          | —         | MPC                           |
| 106500     | 2000 WW34  | 20 nov 2000 | Socorro        | LINEAR          | —         | MPC                           |

## 106501–106600
| Designação       | Designação | Descoberta  | Descoberta     | Descobridor(es) | Categoria | Mais informações / Referência |
| Permanente       | Provisória | Data        | Local          | Descobridor(es) | Categoria | Mais informações / Referência |
| ---------------- | ---------- | ----------- | -------------- | --------------- | --------- | ----------------------------- |
| 106501           | 2000 WN36  | 20 nov 2000 | Socorro        | LINEAR          | —         | MPC                           |
| 106502           | 2000 WO36  | 20 nov 2000 | Socorro        | LINEAR          | —         | MPC                           |
| 106503           | 2000 WS36  | 20 nov 2000 | Socorro        | LINEAR          | —         | MPC                           |
| 106504           | 2000 WT36  | 20 nov 2000 | Socorro        | LINEAR          | —         | MPC                           |
| 106505           | 2000 WY36  | 20 nov 2000 | Socorro        | LINEAR          | —         | MPC                           |
| 106506           | 2000 WS38  | 20 nov 2000 | Socorro        | LINEAR          | —         | MPC                           |
| 106507           | 2000 WO39  | 20 nov 2000 | Socorro        | LINEAR          | —         | MPC                           |
| 106508           | 2000 WR39  | 20 nov 2000 | Socorro        | LINEAR          | —         | MPC                           |
| 106509           | 2000 WM41  | 20 nov 2000 | Socorro        | LINEAR          | —         | MPC                           |
| 106510           | 2000 WN41  | 20 nov 2000 | Socorro        | LINEAR          | —         | MPC                           |
| 106511           | 2000 WK42  | 21 nov 2000 | Socorro        | LINEAR          | —         | MPC                           |
| 106512           | 2000 WP42  | 21 nov 2000 | Socorro        | LINEAR          | —         | MPC                           |
| 106513           | 2000 WH43  | 21 nov 2000 | Socorro        | LINEAR          | —         | MPC                           |
| 106514           | 2000 WN44  | 21 nov 2000 | Socorro        | LINEAR          | Brangane  | MPC                           |
| 106515           | 2000 WS44  | 21 nov 2000 | Socorro        | LINEAR          | —         | MPC                           |
| 106516           | 2000 WN45  | 21 nov 2000 | Socorro        | LINEAR          | —         | MPC                           |
| 106517           | 2000 WQ45  | 21 nov 2000 | Socorro        | LINEAR          | —         | MPC                           |
| 106518           | 2000 WR49  | 25 nov 2000 | Socorro        | LINEAR          | —         | MPC                           |
| 106519           | 2000 WY49  | 25 nov 2000 | Socorro        | LINEAR          | —         | MPC                           |
| 106520           | 2000 WA51  | 21 nov 2000 | Socorro        | LINEAR          | —         | MPC                           |
| 106521           | 2000 WC51  | 26 nov 2000 | Socorro        | LINEAR          | —         | MPC                           |
| 106522           | 2000 WM53  | 27 nov 2000 | Kitt Peak      | Spacewatch      | —         | MPC                           |
| 106523           | 2000 WE55  | 20 nov 2000 | Socorro        | LINEAR          | —         | MPC                           |
| 106524           | 2000 WJ55  | 20 nov 2000 | Socorro        | LINEAR          | —         | MPC                           |
| 106525           | 2000 WZ55  | 20 nov 2000 | Socorro        | LINEAR          | —         | MPC                           |
| 106526           | 2000 WN56  | 21 nov 2000 | Socorro        | LINEAR          | —         | MPC                           |
| 106527           | 2000 WW56  | 21 nov 2000 | Socorro        | LINEAR          | —         | MPC                           |
| 106528           | 2000 WA57  | 21 nov 2000 | Socorro        | LINEAR          | —         | MPC                           |
| 106529           | 2000 WZ57  | 21 nov 2000 | Socorro        | LINEAR          | —         | MPC                           |
| 106530           | 2000 WA58  | 21 nov 2000 | Socorro        | LINEAR          | —         | MPC                           |
| 106531           | 2000 WY58  | 21 nov 2000 | Socorro        | LINEAR          | —         | MPC                           |
| 106532           | 2000 WC59  | 21 nov 2000 | Socorro        | LINEAR          | —         | MPC                           |
| 106533           | 2000 WD60  | 21 nov 2000 | Socorro        | LINEAR          | —         | MPC                           |
| 106534           | 2000 WK60  | 21 nov 2000 | Socorro        | LINEAR          | —         | MPC                           |
| 106535           | 2000 WR62  | 28 nov 2000 | Fountain Hills | C. W. Juels     | —         | MPC                           |
| 106536           | 2000 WV62  | 28 nov 2000 | Fountain Hills | C. W. Juels     | —         | MPC                           |
| 106537 McCarthy  | 2000 WB63  | 23 nov 2000 | Junk Bond      | J. Medkeff      | —         | MPC                           |
| 106538           | 2000 WK63  | 26 nov 2000 | Socorro        | LINEAR          | —         | MPC                           |
| 106539           | 2000 WA66  | 28 nov 2000 | Prescott       | P. G. Comba     | —         | MPC                           |
| 106540           | 2000 WD66  | 19 nov 2000 | Socorro        | LINEAR          | Juno      | MPC                           |
| 106541           | 2000 WE66  | 19 nov 2000 | Socorro        | LINEAR          | —         | MPC                           |
| 106542           | 2000 WP66  | 21 nov 2000 | Socorro        | LINEAR          | —         | MPC                           |
| 106543           | 2000 WA67  | 25 nov 2000 | Socorro        | LINEAR          | —         | MPC                           |
| 106544           | 2000 WJ68  | 27 nov 2000 | Črni Vrh       | Črni Vrh        | —         | MPC                           |
| 106545 Colanduno | 2000 WL68  | 28 nov 2000 | Junk Bond      | J. Medkeff      | —         | MPC                           |
| 106546           | 2000 WF69  | 19 nov 2000 | Socorro        | LINEAR          | —         | MPC                           |
| 106547           | 2000 WH69  | 19 nov 2000 | Socorro        | LINEAR          | —         | MPC                           |
| 106548           | 2000 WN69  | 19 nov 2000 | Socorro        | LINEAR          | —         | MPC                           |
| 106549           | 2000 WS69  | 19 nov 2000 | Socorro        | LINEAR          | Brangane  | MPC                           |
| 106550           | 2000 WG72  | 19 nov 2000 | Socorro        | LINEAR          | —         | MPC                           |
| 106551           | 2000 WT72  | 20 nov 2000 | Socorro        | LINEAR          | —         | MPC                           |
| 106552           | 2000 WW73  | 20 nov 2000 | Socorro        | LINEAR          | —         | MPC                           |
| 106553           | 2000 WP74  | 20 nov 2000 | Socorro        | LINEAR          | Brangane  | MPC                           |
| 106554           | 2000 WM75  | 20 nov 2000 | Socorro        | LINEAR          | —         | MPC                           |
| 106555           | 2000 WX75  | 20 nov 2000 | Socorro        | LINEAR          | Brangane  | MPC                           |
| 106556           | 2000 WC77  | 20 nov 2000 | Socorro        | LINEAR          | —         | MPC                           |
| 106557           | 2000 WJ77  | 20 nov 2000 | Socorro        | LINEAR          | —         | MPC                           |
| 106558           | 2000 WW80  | 20 nov 2000 | Socorro        | LINEAR          | —         | MPC                           |
| 106559           | 2000 WC81  | 20 nov 2000 | Socorro        | LINEAR          | —         | MPC                           |
| 106560           | 2000 WH82  | 20 nov 2000 | Socorro        | LINEAR          | Brangane  | MPC                           |
| 106561           | 2000 WL83  | 20 nov 2000 | Socorro        | LINEAR          | —         | MPC                           |
| 106562           | 2000 WQ83  | 20 nov 2000 | Socorro        | LINEAR          | —         | MPC                           |
| 106563           | 2000 WR85  | 20 nov 2000 | Socorro        | LINEAR          | —         | MPC                           |
| 106564           | 2000 WY85  | 20 nov 2000 | Socorro        | LINEAR          | —         | MPC                           |
| 106565           | 2000 WE86  | 20 nov 2000 | Socorro        | LINEAR          | —         | MPC                           |
| 106566           | 2000 WJ88  | 20 nov 2000 | Socorro        | LINEAR          | —         | MPC                           |
| 106567           | 2000 WK88  | 20 nov 2000 | Socorro        | LINEAR          | —         | MPC                           |
| 106568           | 2000 WV88  | 20 nov 2000 | Socorro        | LINEAR          | —         | MPC                           |
| 106569           | 2000 WC89  | 21 nov 2000 | Socorro        | LINEAR          | —         | MPC                           |
| 106570           | 2000 WY89  | 21 nov 2000 | Socorro        | LINEAR          | —         | MPC                           |
| 106571           | 2000 WB90  | 21 nov 2000 | Socorro        | LINEAR          | Ursula    | MPC                           |
| 106572           | 2000 WN90  | 21 nov 2000 | Socorro        | LINEAR          | —         | MPC                           |
| 106573           | 2000 WR90  | 21 nov 2000 | Socorro        | LINEAR          | —         | MPC                           |
| 106574           | 2000 WH94  | 21 nov 2000 | Socorro        | LINEAR          | Mitidika  | MPC                           |
| 106575           | 2000 WO94  | 21 nov 2000 | Socorro        | LINEAR          | Ursula    | MPC                           |
| 106576           | 2000 WX94  | 21 nov 2000 | Socorro        | LINEAR          | —         | MPC                           |
| 106577           | 2000 WB95  | 21 nov 2000 | Socorro        | LINEAR          | —         | MPC                           |
| 106578           | 2000 WA97  | 21 nov 2000 | Socorro        | LINEAR          | —         | MPC                           |
| 106579           | 2000 WO98  | 21 nov 2000 | Socorro        | LINEAR          | —         | MPC                           |
| 106580           | 2000 WZ98  | 21 nov 2000 | Socorro        | LINEAR          | —         | MPC                           |
| 106581           | 2000 WK100 | 21 nov 2000 | Socorro        | LINEAR          | —         | MPC                           |
| 106582           | 2000 WH101 | 21 nov 2000 | Socorro        | LINEAR          | —         | MPC                           |
| 106583           | 2000 WE102 | 26 nov 2000 | Socorro        | LINEAR          | —         | MPC                           |
| 106584           | 2000 WG104 | 27 nov 2000 | Socorro        | LINEAR          | —         | MPC                           |
| 106585           | 2000 WJ105 | 27 nov 2000 | Kitt Peak      | Spacewatch      | —         | MPC                           |
| 106586           | 2000 WL105 | 27 nov 2000 | Kitt Peak      | Spacewatch      | —         | MPC                           |
| 106587           | 2000 WH106 | 25 nov 2000 | Haleakalā      | NEAT            | —         | MPC                           |
| 106588           | 2000 WW106 | 20 nov 2000 | Socorro        | LINEAR          | —         | MPC                           |
| 106589           | 2000 WN107 | 29 nov 2000 | Haleakalā      | NEAT            | —         | MPC                           |
| 106590           | 2000 WQ107 | 20 nov 2000 | Socorro        | LINEAR          | —         | MPC                           |
| 106591           | 2000 WF108 | 20 nov 2000 | Socorro        | LINEAR          | —         | MPC                           |
| 106592           | 2000 WM108 | 20 nov 2000 | Socorro        | LINEAR          | —         | MPC                           |
| 106593           | 2000 WO108 | 20 nov 2000 | Socorro        | LINEAR          | —         | MPC                           |
| 106594           | 2000 WW108 | 20 nov 2000 | Socorro        | LINEAR          | —         | MPC                           |
| 106595           | 2000 WT109 | 20 nov 2000 | Socorro        | LINEAR          | Ursula    | MPC                           |
| 106596           | 2000 WE110 | 20 nov 2000 | Socorro        | LINEAR          | —         | MPC                           |
| 106597           | 2000 WG111 | 20 nov 2000 | Socorro        | LINEAR          | —         | MPC                           |
| 106598           | 2000 WZ112 | 20 nov 2000 | Socorro        | LINEAR          | —         | MPC                           |
| 106599           | 2000 WA113 | 20 nov 2000 | Socorro        | LINEAR          | —         | MPC                           |
| 106600           | 2000 WX113 | 20 nov 2000 | Socorro        | LINEAR          | —         | MPC                           |

## 106601–106700
| Designação | Designação | Descoberta  | Descoberta    | Descobridor(es) | Categoria | Mais informações / Referência |
| Permanente | Provisória | Data        | Local         | Descobridor(es) | Categoria | Mais informações / Referência |
| ---------- | ---------- | ----------- | ------------- | --------------- | --------- | ----------------------------- |
| 106601     | 2000 WE114 | 20 nov 2000 | Socorro       | LINEAR          | —         | MPC                           |
| 106602     | 2000 WH114 | 20 nov 2000 | Socorro       | LINEAR          | —         | MPC                           |
| 106603     | 2000 WM114 | 20 nov 2000 | Socorro       | LINEAR          | —         | MPC                           |
| 106604     | 2000 WN114 | 20 nov 2000 | Socorro       | LINEAR          | —         | MPC                           |
| 106605     | 2000 WD115 | 20 nov 2000 | Socorro       | LINEAR          | —         | MPC                           |
| 106606     | 2000 WR115 | 20 nov 2000 | Socorro       | LINEAR          | —         | MPC                           |
| 106607     | 2000 WU115 | 20 nov 2000 | Socorro       | LINEAR          | —         | MPC                           |
| 106608     | 2000 WM116 | 20 nov 2000 | Socorro       | LINEAR          | —         | MPC                           |
| 106609     | 2000 WN116 | 20 nov 2000 | Socorro       | LINEAR          | —         | MPC                           |
| 106610     | 2000 WU116 | 20 nov 2000 | Socorro       | LINEAR          | —         | MPC                           |
| 106611     | 2000 WJ120 | 20 nov 2000 | Socorro       | LINEAR          | —         | MPC                           |
| 106612     | 2000 WR120 | 20 nov 2000 | Socorro       | LINEAR          | —         | MPC                           |
| 106613     | 2000 WN121 | 26 nov 2000 | Socorro       | LINEAR          | Juno      | MPC                           |
| 106614     | 2000 WQ121 | 26 nov 2000 | Socorro       | LINEAR          | —         | MPC                           |
| 106615     | 2000 WY121 | 29 nov 2000 | Socorro       | LINEAR          | —         | MPC                           |
| 106616     | 2000 WJ122 | 29 nov 2000 | Socorro       | LINEAR          | —         | MPC                           |
| 106617     | 2000 WB123 | 29 nov 2000 | Socorro       | LINEAR          | —         | MPC                           |
| 106618     | 2000 WJ123 | 29 nov 2000 | Socorro       | LINEAR          | —         | MPC                           |
| 106619     | 2000 WB124 | 30 nov 2000 | Kitt Peak     | Spacewatch      | —         | MPC                           |
| 106620     | 2000 WL124 | 19 nov 2000 | Socorro       | LINEAR          | Juno      | MPC                           |
| 106621     | 2000 WM124 | 19 nov 2000 | Socorro       | LINEAR          | —         | MPC                           |
| 106622     | 2000 WP124 | 19 nov 2000 | Socorro       | LINEAR          | Juno      | MPC                           |
| 106623     | 2000 WT124 | 30 nov 2000 | Socorro       | LINEAR          | —         | MPC                           |
| 106624     | 2000 WV124 | 27 nov 2000 | Haleakalā     | NEAT            | —         | MPC                           |
| 106625     | 2000 WC125 | 21 nov 2000 | Socorro       | LINEAR          | —         | MPC                           |
| 106626     | 2000 WE126 | 30 nov 2000 | Socorro       | LINEAR          | —         | MPC                           |
| 106627     | 2000 WG126 | 30 nov 2000 | Socorro       | LINEAR          | —         | MPC                           |
| 106628     | 2000 WH126 | 30 nov 2000 | Socorro       | LINEAR          | —         | MPC                           |
| 106629     | 2000 WY128 | 19 nov 2000 | Kitt Peak     | Spacewatch      | Ursula    | MPC                           |
| 106630     | 2000 WF130 | 19 nov 2000 | Kitt Peak     | Spacewatch      | —         | MPC                           |
| 106631     | 2000 WX130 | 20 nov 2000 | Anderson Mesa | LONEOS          | —         | MPC                           |
| 106632     | 2000 WH131 | 20 nov 2000 | Anderson Mesa | LONEOS          | —         | MPC                           |
| 106633     | 2000 WP131 | 20 nov 2000 | Socorro       | LINEAR          | —         | MPC                           |
| 106634     | 2000 WY131 | 30 nov 2000 | Haleakalā     | NEAT            | —         | MPC                           |
| 106635     | 2000 WL132 | 19 nov 2000 | Socorro       | LINEAR          | —         | MPC                           |
| 106636     | 2000 WQ132 | 19 nov 2000 | Socorro       | LINEAR          | —         | MPC                           |
| 106637     | 2000 WU132 | 19 nov 2000 | Socorro       | LINEAR          | —         | MPC                           |
| 106638     | 2000 WB133 | 19 nov 2000 | Socorro       | LINEAR          | —         | MPC                           |
| 106639     | 2000 WL133 | 19 nov 2000 | Socorro       | LINEAR          | —         | MPC                           |
| 106640     | 2000 WN133 | 19 nov 2000 | Socorro       | LINEAR          | —         | MPC                           |
| 106641     | 2000 WR133 | 19 nov 2000 | Socorro       | LINEAR          | —         | MPC                           |
| 106642     | 2000 WL134 | 19 nov 2000 | Socorro       | LINEAR          | —         | MPC                           |
| 106643     | 2000 WO134 | 19 nov 2000 | Socorro       | LINEAR          | —         | MPC                           |
| 106644     | 2000 WT134 | 19 nov 2000 | Socorro       | LINEAR          | —         | MPC                           |
| 106645     | 2000 WV134 | 19 nov 2000 | Socorro       | LINEAR          | —         | MPC                           |
| 106646     | 2000 WW134 | 19 nov 2000 | Socorro       | LINEAR          | —         | MPC                           |
| 106647     | 2000 WC135 | 19 nov 2000 | Socorro       | LINEAR          | —         | MPC                           |
| 106648     | 2000 WU135 | 20 nov 2000 | Anderson Mesa | LONEOS          | Pallas    | MPC                           |
| 106649     | 2000 WW135 | 20 nov 2000 | Socorro       | LINEAR          | —         | MPC                           |
| 106650     | 2000 WO136 | 20 nov 2000 | Socorro       | LINEAR          | —         | MPC                           |
| 106651     | 2000 WA137 | 20 nov 2000 | Socorro       | LINEAR          | —         | MPC                           |
| 106652     | 2000 WV140 | 21 nov 2000 | Socorro       | LINEAR          | —         | MPC                           |
| 106653     | 2000 WW140 | 21 nov 2000 | Socorro       | LINEAR          | —         | MPC                           |
| 106654     | 2000 WA141 | 21 nov 2000 | Haleakalā     | NEAT            | —         | MPC                           |
| 106655     | 2000 WP141 | 19 nov 2000 | Socorro       | LINEAR          | —         | MPC                           |
| 106656     | 2000 WE142 | 20 nov 2000 | Anderson Mesa | LONEOS          | —         | MPC                           |
| 106657     | 2000 WK142 | 20 nov 2000 | Anderson Mesa | LONEOS          | —         | MPC                           |
| 106658     | 2000 WA143 | 20 nov 2000 | Anderson Mesa | LONEOS          | —         | MPC                           |
| 106659     | 2000 WU143 | 20 nov 2000 | Socorro       | LINEAR          | —         | MPC                           |
| 106660     | 2000 WV143 | 20 nov 2000 | Socorro       | LINEAR          | —         | MPC                           |
| 106661     | 2000 WH144 | 21 nov 2000 | Haleakalā     | NEAT            | —         | MPC                           |
| 106662     | 2000 WW144 | 21 nov 2000 | Socorro       | LINEAR          | —         | MPC                           |
| 106663     | 2000 WY144 | 21 nov 2000 | Socorro       | LINEAR          | —         | MPC                           |
| 106664     | 2000 WY145 | 23 nov 2000 | Haleakalā     | NEAT            | —         | MPC                           |
| 106665     | 2000 WA146 | 23 nov 2000 | Haleakala     | NEAT            | Brangane  | MPC                           |
| 106666     | 2000 WL146 | 23 nov 2000 | Haleakala     | NEAT            | —         | MPC                           |
| 106667     | 2000 WN146 | 23 nov 2000 | Haleakala     | NEAT            | —         | MPC                           |
| 106668     | 2000 WO146 | 23 nov 2000 | Haleakala     | NEAT            | —         | MPC                           |
| 106669     | 2000 WF147 | 28 nov 2000 | Haleakala     | NEAT            | —         | MPC                           |
| 106670     | 2000 WX149 | 28 nov 2000 | Kitt Peak     | Spacewatch      | —         | MPC                           |
| 106671     | 2000 WT150 | 19 nov 2000 | Socorro       | LINEAR          | Juno      | MPC                           |
| 106672     | 2000 WK151 | 30 nov 2000 | Socorro       | LINEAR          | —         | MPC                           |
| 106673     | 2000 WL151 | 30 nov 2000 | Socorro       | LINEAR          | —         | MPC                           |
| 106674     | 2000 WA152 | 30 nov 2000 | Haleakalā     | NEAT            | Brangane  | MPC                           |
| 106675     | 2000 WC152 | 30 nov 2000 | Haleakala     | NEAT            | —         | MPC                           |
| 106676     | 2000 WO152 | 29 nov 2000 | Socorro       | LINEAR          | —         | MPC                           |
| 106677     | 2000 WP152 | 29 nov 2000 | Socorro       | LINEAR          | —         | MPC                           |
| 106678     | 2000 WR152 | 29 nov 2000 | Socorro       | LINEAR          | —         | MPC                           |
| 106679     | 2000 WV152 | 29 nov 2000 | Socorro       | LINEAR          | —         | MPC                           |
| 106680     | 2000 WK153 | 29 nov 2000 | Socorro       | LINEAR          | —         | MPC                           |
| 106681     | 2000 WO153 | 29 nov 2000 | Socorro       | LINEAR          | —         | MPC                           |
| 106682     | 2000 WL154 | 30 nov 2000 | Socorro       | LINEAR          | Brangane  | MPC                           |
| 106683     | 2000 WW154 | 30 nov 2000 | Socorro       | LINEAR          | —         | MPC                           |
| 106684     | 2000 WA155 | 30 nov 2000 | Socorro       | LINEAR          | —         | MPC                           |
| 106685     | 2000 WE156 | 30 nov 2000 | Socorro       | LINEAR          | —         | MPC                           |
| 106686     | 2000 WM156 | 30 nov 2000 | Socorro       | LINEAR          | —         | MPC                           |
| 106687     | 2000 WQ157 | 30 nov 2000 | Socorro       | LINEAR          | —         | MPC                           |
| 106688     | 2000 WS157 | 30 nov 2000 | Socorro       | LINEAR          | —         | MPC                           |
| 106689     | 2000 WW157 | 30 nov 2000 | Socorro       | LINEAR          | —         | MPC                           |
| 106690     | 2000 WK158 | 30 nov 2000 | Socorro       | LINEAR          | —         | MPC                           |
| 106691     | 2000 WW158 | 30 nov 2000 | Haleakalā     | NEAT            | —         | MPC                           |
| 106692     | 2000 WF159 | 30 nov 2000 | Kitt Peak     | Spacewatch      | —         | MPC                           |
| 106693     | 2000 WT161 | 20 nov 2000 | Anderson Mesa | LONEOS          | —         | MPC                           |
| 106694     | 2000 WV161 | 20 nov 2000 | Anderson Mesa | LONEOS          | Brangane  | MPC                           |
| 106695     | 2000 WP164 | 22 nov 2000 | Haleakalā     | NEAT            | —         | MPC                           |
| 106696     | 2000 WT164 | 22 nov 2000 | Haleakala     | NEAT            | Brangane  | MPC                           |
| 106697     | 2000 WA165 | 22 nov 2000 | Haleakala     | NEAT            | —         | MPC                           |
| 106698     | 2000 WO166 | 24 nov 2000 | Anderson Mesa | LONEOS          | —         | MPC                           |
| 106699     | 2000 WA167 | 24 nov 2000 | Anderson Mesa | LONEOS          | —         | MPC                           |
| 106700     | 2000 WX167 | 24 nov 2000 | Anderson Mesa | LONEOS          | —         | MPC                           |

## 106701–106800
| Designação | Designação | Descoberta  | Descoberta    | Descobridor(es) | Categoria | Mais informações / Referência |
| Permanente | Provisória | Data        | Local         | Descobridor(es) | Categoria | Mais informações / Referência |
| ---------- | ---------- | ----------- | ------------- | --------------- | --------- | ----------------------------- |
| 106701     | 2000 WA168 | 25 nov 2000 | Socorro       | LINEAR          | —         | MPC                           |
| 106702     | 2000 WC168 | 25 nov 2000 | Socorro       | LINEAR          | —         | MPC                           |
| 106703     | 2000 WF168 | 25 nov 2000 | Socorro       | LINEAR          | —         | MPC                           |
| 106704     | 2000 WN168 | 25 nov 2000 | Anderson Mesa | LONEOS          | —         | MPC                           |
| 106705     | 2000 WC169 | 25 nov 2000 | Anderson Mesa | LONEOS          | —         | MPC                           |
| 106706     | 2000 WK169 | 26 nov 2000 | Socorro       | LINEAR          | —         | MPC                           |
| 106707     | 2000 WF170 | 24 nov 2000 | Anderson Mesa | LONEOS          | Ursula    | MPC                           |
| 106708     | 2000 WJ170 | 24 nov 2000 | Anderson Mesa | LONEOS          | Brangane  | MPC                           |
| 106709     | 2000 WF171 | 24 nov 2000 | Kitt Peak     | Spacewatch      | —         | MPC                           |
| 106710     | 2000 WB172 | 25 nov 2000 | Socorro       | LINEAR          | —         | MPC                           |
| 106711     | 2000 WE173 | 25 nov 2000 | Anderson Mesa | LONEOS          | —         | MPC                           |
| 106712     | 2000 WH173 | 25 nov 2000 | Anderson Mesa | LONEOS          | —         | MPC                           |
| 106713     | 2000 WY173 | 26 nov 2000 | Socorro       | LINEAR          | —         | MPC                           |
| 106714     | 2000 WZ173 | 26 nov 2000 | Anderson Mesa | LONEOS          | —         | MPC                           |
| 106715     | 2000 WJ174 | 26 nov 2000 | Socorro       | LINEAR          | —         | MPC                           |
| 106716     | 2000 WN174 | 26 nov 2000 | Socorro       | LINEAR          | —         | MPC                           |
| 106717     | 2000 WQ174 | 26 nov 2000 | Socorro       | LINEAR          | —         | MPC                           |
| 106718     | 2000 WS174 | 26 nov 2000 | Socorro       | LINEAR          | —         | MPC                           |
| 106719     | 2000 WD175 | 26 nov 2000 | Socorro       | LINEAR          | —         | MPC                           |
| 106720     | 2000 WR175 | 26 nov 2000 | Socorro       | LINEAR          | —         | MPC                           |
| 106721     | 2000 WJ177 | 27 nov 2000 | Socorro       | LINEAR          | —         | MPC                           |
| 106722     | 2000 WA179 | 25 nov 2000 | Socorro       | LINEAR          | —         | MPC                           |
| 106723     | 2000 WE179 | 26 nov 2000 | Socorro       | LINEAR          | —         | MPC                           |
| 106724     | 2000 WG179 | 26 nov 2000 | Socorro       | LINEAR          | —         | MPC                           |
| 106725     | 2000 WF180 | 27 nov 2000 | Socorro       | LINEAR          | Brangane  | MPC                           |
| 106726     | 2000 WQ180 | 28 nov 2000 | Kitt Peak     | Spacewatch      | —         | MPC                           |
| 106727     | 2000 WT181 | 25 nov 2000 | Anderson Mesa | LONEOS          | —         | MPC                           |
| 106728     | 2000 WR182 | 20 nov 2000 | Anderson Mesa | LONEOS          | —         | MPC                           |
| 106729     | 2000 WS182 | 20 nov 2000 | Anderson Mesa | LONEOS          | —         | MPC                           |
| 106730     | 2000 WA183 | 17 nov 2000 | Socorro       | LINEAR          | —         | MPC                           |
| 106731     | 2000 WW183 | 30 nov 2000 | Anderson Mesa | LONEOS          | —         | MPC                           |
| 106732     | 2000 WE184 | 30 nov 2000 | Anderson Mesa | LONEOS          | —         | MPC                           |
| 106733     | 2000 WQ184 | 30 nov 2000 | Kitt Peak     | Spacewatch      | —         | MPC                           |
| 106734     | 2000 WT184 | 30 nov 2000 | Kitt Peak     | Spacewatch      | —         | MPC                           |
| 106735     | 2000 WM185 | 29 nov 2000 | Socorro       | LINEAR          | —         | MPC                           |
| 106736     | 2000 WN185 | 29 nov 2000 | Socorro       | LINEAR          | —         | MPC                           |
| 106737     | 2000 WK186 | 27 nov 2000 | Socorro       | LINEAR          | —         | MPC                           |
| 106738     | 2000 WG187 | 19 nov 2000 | Anderson Mesa | LONEOS          | Ursula    | MPC                           |
| 106739     | 2000 WS187 | 16 nov 2000 | Anderson Mesa | LONEOS          | —         | MPC                           |
| 106740     | 2000 WL188 | 18 nov 2000 | Anderson Mesa | LONEOS          | —         | MPC                           |
| 106741     | 2000 WD189 | 18 nov 2000 | Anderson Mesa | LONEOS          | —         | MPC                           |
| 106742     | 2000 WQ189 | 18 nov 2000 | Anderson Mesa | LONEOS          | —         | MPC                           |
| 106743     | 2000 WU189 | 18 nov 2000 | Anderson Mesa | LONEOS          | Ursula    | MPC                           |
| 106744     | 2000 WP190 | 18 nov 2000 | Anderson Mesa | LONEOS          | —         | MPC                           |
| 106745     | 2000 WU191 | 19 nov 2000 | Anderson Mesa | LONEOS          | —         | MPC                           |
| 106746     | 2000 WE192 | 19 nov 2000 | Anderson Mesa | LONEOS          | —         | MPC                           |
| 106747     | 2000 XD2   | 1 dez 2000  | Socorro       | LINEAR          | —         | MPC                           |
| 106748     | 2000 XG2   | 3 dez 2000  | Olathe        | L. Robinson     | —         | MPC                           |
| 106749     | 2000 XS2   | 1 dez 2000  | Socorro       | LINEAR          | —         | MPC                           |
| 106750     | 2000 XR3   | 1 dez 2000  | Socorro       | LINEAR          | —         | MPC                           |
| 106751     | 2000 XL4   | 1 dez 2000  | Socorro       | LINEAR          | —         | MPC                           |
| 106752     | 2000 XS4   | 1 dez 2000  | Socorro       | LINEAR          | —         | MPC                           |
| 106753     | 2000 XU4   | 1 dez 2000  | Socorro       | LINEAR          | —         | MPC                           |
| 106754     | 2000 XZ4   | 1 dez 2000  | Socorro       | LINEAR          | —         | MPC                           |
| 106755     | 2000 XF5   | 1 dez 2000  | Socorro       | LINEAR          | —         | MPC                           |
| 106756     | 2000 XS5   | 1 dez 2000  | Socorro       | LINEAR          | Brangane  | MPC                           |
| 106757     | 2000 XW5   | 1 dez 2000  | Socorro       | LINEAR          | —         | MPC                           |
| 106758     | 2000 XK6   | 1 dez 2000  | Socorro       | LINEAR          | —         | MPC                           |
| 106759     | 2000 XT6   | 1 dez 2000  | Socorro       | LINEAR          | —         | MPC                           |
| 106760     | 2000 XD7   | 1 dez 2000  | Socorro       | LINEAR          | —         | MPC                           |
| 106761     | 2000 XW8   | 1 dez 2000  | Socorro       | LINEAR          | Juno      | MPC                           |
| 106762     | 2000 XU9   | 1 dez 2000  | Socorro       | LINEAR          | —         | MPC                           |
| 106763     | 2000 XK10  | 1 dez 2000  | Socorro       | LINEAR          | Phocaea   | MPC                           |
| 106764     | 2000 XG11  | 1 dez 2000  | Socorro       | LINEAR          | —         | MPC                           |
| 106765     | 2000 XW11  | 4 dez 2000  | Socorro       | LINEAR          | —         | MPC                           |
| 106766     | 2000 XB12  | 4 dez 2000  | Socorro       | LINEAR          | —         | MPC                           |
| 106767     | 2000 XW13  | 4 dez 2000  | Socorro       | LINEAR          | —         | MPC                           |
| 106768     | 2000 XG14  | 1 dez 2000  | Haleakalā     | NEAT            | —         | MPC                           |
| 106769     | 2000 XA15  | 5 dez 2000  | Socorro       | LINEAR          | —         | MPC                           |
| 106770     | 2000 XD15  | 5 dez 2000  | Socorro       | LINEAR          | Juno      | MPC                           |
| 106771     | 2000 XE15  | 5 dez 2000  | Socorro       | LINEAR          | —         | MPC                           |
| 106772     | 2000 XT15  | 1 dez 2000  | Socorro       | LINEAR          | —         | MPC                           |
| 106773     | 2000 XG16  | 1 dez 2000  | Socorro       | LINEAR          | —         | MPC                           |
| 106774     | 2000 XM16  | 1 dez 2000  | Socorro       | LINEAR          | —         | MPC                           |
| 106775     | 2000 XR16  | 1 dez 2000  | Socorro       | LINEAR          | —         | MPC                           |
| 106776     | 2000 XP18  | 4 dez 2000  | Socorro       | LINEAR          | —         | MPC                           |
| 106777     | 2000 XQ18  | 4 dez 2000  | Socorro       | LINEAR          | Brangane  | MPC                           |
| 106778     | 2000 XL19  | 4 dez 2000  | Socorro       | LINEAR          | —         | MPC                           |
| 106779     | 2000 XP19  | 4 dez 2000  | Socorro       | LINEAR          | —         | MPC                           |
| 106780     | 2000 XW19  | 4 dez 2000  | Socorro       | LINEAR          | —         | MPC                           |
| 106781     | 2000 XU20  | 4 dez 2000  | Socorro       | LINEAR          | —         | MPC                           |
| 106782     | 2000 XB21  | 4 dez 2000  | Socorro       | LINEAR          | —         | MPC                           |
| 106783     | 2000 XJ21  | 4 dez 2000  | Socorro       | LINEAR          | —         | MPC                           |
| 106784     | 2000 XQ21  | 4 dez 2000  | Socorro       | LINEAR          | —         | MPC                           |
| 106785     | 2000 XU21  | 4 dez 2000  | Socorro       | LINEAR          | —         | MPC                           |
| 106786     | 2000 XZ21  | 4 dez 2000  | Socorro       | LINEAR          | —         | MPC                           |
| 106787     | 2000 XO22  | 4 dez 2000  | Socorro       | LINEAR          | —         | MPC                           |
| 106788     | 2000 XQ22  | 4 dez 2000  | Socorro       | LINEAR          | —         | MPC                           |
| 106789     | 2000 XZ22  | 4 dez 2000  | Socorro       | LINEAR          | —         | MPC                           |
| 106790     | 2000 XW23  | 4 dez 2000  | Socorro       | LINEAR          | —         | MPC                           |
| 106791     | 2000 XF24  | 4 dez 2000  | Socorro       | LINEAR          | —         | MPC                           |
| 106792     | 2000 XR24  | 4 dez 2000  | Socorro       | LINEAR          | —         | MPC                           |
| 106793     | 2000 XB26  | 4 dez 2000  | Socorro       | LINEAR          | —         | MPC                           |
| 106794     | 2000 XK26  | 4 dez 2000  | Socorro       | LINEAR          | —         | MPC                           |
| 106795     | 2000 XP26  | 4 dez 2000  | Socorro       | LINEAR          | —         | MPC                           |
| 106796     | 2000 XQ26  | 4 dez 2000  | Socorro       | LINEAR          | —         | MPC                           |
| 106797     | 2000 XX27  | 4 dez 2000  | Socorro       | LINEAR          | —         | MPC                           |
| 106798     | 2000 XN28  | 4 dez 2000  | Socorro       | LINEAR          | —         | MPC                           |
| 106799     | 2000 XD31  | 4 dez 2000  | Socorro       | LINEAR          | Brangane  | MPC                           |
| 106800     | 2000 XN31  | 4 dez 2000  | Socorro       | LINEAR          | —         | MPC                           |

## 106801–106900
| Designação        | Designação | Descoberta  | Descoberta          | Descobridor(es)        | Categoria | Mais informações / Referência |
| Permanente        | Provisória | Data        | Local               | Descobridor(es)        | Categoria | Mais informações / Referência |
| ----------------- | ---------- | ----------- | ------------------- | ---------------------- | --------- | ----------------------------- |
| 106801            | 2000 XT31  | 4 dez 2000  | Socorro             | LINEAR                 | —         | MPC                           |
| 106802            | 2000 XX32  | 4 dez 2000  | Socorro             | LINEAR                 | —         | MPC                           |
| 106803            | 2000 XX33  | 4 dez 2000  | Socorro             | LINEAR                 | —         | MPC                           |
| 106804            | 2000 XY33  | 4 dez 2000  | Socorro             | LINEAR                 | —         | MPC                           |
| 106805            | 2000 XM35  | 4 dez 2000  | Socorro             | LINEAR                 | —         | MPC                           |
| 106806            | 2000 XO35  | 4 dez 2000  | Socorro             | LINEAR                 | —         | MPC                           |
| 106807            | 2000 XE37  | 5 dez 2000  | Socorro             | LINEAR                 | —         | MPC                           |
| 106808            | 2000 XX38  | 5 dez 2000  | Socorro             | LINEAR                 | Juno      | MPC                           |
| 106809            | 2000 XP39  | 4 dez 2000  | Socorro             | LINEAR                 | —         | MPC                           |
| 106810            | 2000 XY39  | 5 dez 2000  | Socorro             | LINEAR                 | —         | MPC                           |
| 106811            | 2000 XE40  | 5 dez 2000  | Socorro             | LINEAR                 | —         | MPC                           |
| 106812            | 2000 XV40  | 5 dez 2000  | Socorro             | LINEAR                 | —         | MPC                           |
| 106813            | 2000 XW41  | 5 dez 2000  | Socorro             | LINEAR                 | —         | MPC                           |
| 106814            | 2000 XN42  | 5 dez 2000  | Socorro             | LINEAR                 | —         | MPC                           |
| 106815            | 2000 XR42  | 5 dez 2000  | Socorro             | LINEAR                 | Juno      | MPC                           |
| 106816            | 2000 XE43  | 5 dez 2000  | Socorro             | LINEAR                 | —         | MPC                           |
| 106817 Yubangtaek | 2000 XC44  | 6 dez 2000  | Bohyunsan           | Y.-B. Jeon, Y.-H. Park | —         | MPC                           |
| 106818            | 2000 XV44  | 8 dez 2000  | Socorro             | LINEAR                 | —         | MPC                           |
| 106819            | 2000 XC45  | 5 dez 2000  | Socorro             | LINEAR                 | —         | MPC                           |
| 106820            | 2000 XJ45  | 7 dez 2000  | Socorro             | LINEAR                 | Juno      | MPC                           |
| 106821            | 2000 XX45  | 15 dez 2000 | Socorro             | LINEAR                 | —         | MPC                           |
| 106822            | 2000 XN47  | 4 dez 2000  | Socorro             | LINEAR                 | —         | MPC                           |
| 106823            | 2000 XB49  | 4 dez 2000  | Socorro             | LINEAR                 | —         | MPC                           |
| 106824            | 2000 XJ51  | 6 dez 2000  | Socorro             | LINEAR                 | —         | MPC                           |
| 106825            | 2000 XY53  | 15 dez 2000 | Uccle               | T. Pauwels             | Mitidika  | MPC                           |
| 106826            | 2000 YF    | 16 dez 2000 | Socorro             | LINEAR                 | —         | MPC                           |
| 106827            | 2000 YU    | 16 dez 2000 | Socorro             | LINEAR                 | —         | MPC                           |
| 106828            | 2000 YG1   | 18 dez 2000 | Kitt Peak           | Spacewatch             | —         | MPC                           |
| 106829            | 2000 YL1   | 17 dez 2000 | Socorro             | LINEAR                 | Juno      | MPC                           |
| 106830            | 2000 YC4   | 19 dez 2000 | Višnjan Observatory | K. Korlević            | —         | MPC                           |
| 106831            | 2000 YQ4   | 20 dez 2000 | Kitt Peak           | Spacewatch             | —         | MPC                           |
| 106832            | 2000 YU6   | 20 dez 2000 | Socorro             | LINEAR                 | —         | MPC                           |
| 106833            | 2000 YF7   | 20 dez 2000 | Socorro             | LINEAR                 | —         | MPC                           |
| 106834            | 2000 YN7   | 20 dez 2000 | Socorro             | LINEAR                 | —         | MPC                           |
| 106835            | 2000 YE8   | 22 dez 2000 | Višnjan Observatory | K. Korlević            | —         | MPC                           |
| 106836            | 2000 YG8   | 20 dez 2000 | Oaxaca              | J. M. Roe              | Mitidika  | MPC                           |
| 106837            | 2000 YW8   | 20 dez 2000 | Kitt Peak           | Spacewatch             | —         | MPC                           |
| 106838            | 2000 YT9   | 23 dez 2000 | Višnjan Observatory | K. Korlević            | —         | MPC                           |
| 106839            | 2000 YJ10  | 21 dez 2000 | Socorro             | LINEAR                 | —         | MPC                           |
| 106840            | 2000 YA11  | 22 dez 2000 | Socorro             | LINEAR                 | Koronis   | MPC                           |
| 106841            | 2000 YB11  | 22 dez 2000 | Socorro             | LINEAR                 | —         | MPC                           |
| 106842            | 2000 YT12  | 23 dez 2000 | Desert Beaver       | W. K. Y. Yeung         | —         | MPC                           |
| 106843            | 2000 YV12  | 25 dez 2000 | Oizumi              | T. Kobayashi           | —         | MPC                           |
| 106844            | 2000 YQ14  | 25 dez 2000 | Oaxaca              | J. M. Roe              | —         | MPC                           |
| 106845            | 2000 YR14  | 24 dez 2000 | Farpoint            | G. Hug                 | —         | MPC                           |
| 106846            | 2000 YY15  | 22 dez 2000 | Anderson Mesa       | LONEOS                 | —         | MPC                           |
| 106847            | 2000 YO16  | 28 dez 2000 | Ametlla de Mar      | J. Nomen               | —         | MPC                           |
| 106848            | 2000 YP16  | 28 dez 2000 | Socorro             | LINEAR                 | —         | MPC                           |
| 106849            | 2000 YC17  | 22 dez 2000 | Socorro             | LINEAR                 | Juno      | MPC                           |
| 106850            | 2000 YN18  | 21 dez 2000 | Socorro             | LINEAR                 | Pallas    | MPC                           |
| 106851            | 2000 YS19  | 28 dez 2000 | Fair Oaks Ranch     | J. V. McClusky         | —         | MPC                           |
| 106852            | 2000 YV19  | 22 dez 2000 | Haleakalā           | NEAT                   | —         | MPC                           |
| 106853            | 2000 YZ19  | 27 dez 2000 | Desert Beaver       | W. K. Y. Yeung         | —         | MPC                           |
| 106854            | 2000 YB21  | 28 dez 2000 | Kitt Peak           | Spacewatch             | —         | MPC                           |
| 106855            | 2000 YN21  | 26 dez 2000 | Haleakalā           | NEAT                   | Phocaea   | MPC                           |
| 106856            | 2000 YF22  | 26 dez 2000 | Kitt Peak           | Spacewatch             | —         | MPC                           |
| 106857            | 2000 YU22  | 28 dez 2000 | Kitt Peak           | Spacewatch             | —         | MPC                           |
| 106858            | 2000 YT23  | 28 dez 2000 | Kitt Peak           | Spacewatch             | —         | MPC                           |
| 106859            | 2000 YC26  | 23 dez 2000 | Socorro             | LINEAR                 | —         | MPC                           |
| 106860            | 2000 YO26  | 28 dez 2000 | Socorro             | LINEAR                 | —         | MPC                           |
| 106861            | 2000 YV26  | 28 dez 2000 | Socorro             | LINEAR                 | —         | MPC                           |
| 106862            | 2000 YZ26  | 25 dez 2000 | Haleakalā           | NEAT                   | —         | MPC                           |
| 106863            | 2000 YA27  | 25 dez 2000 | Haleakala           | NEAT                   | —         | MPC                           |
| 106864            | 2000 YL27  | 30 dez 2000 | Kitt Peak           | Spacewatch             | —         | MPC                           |
| 106865            | 2000 YU27  | 30 dez 2000 | Kitt Peak           | Spacewatch             | —         | MPC                           |
| 106866            | 2000 YQ28  | 28 dez 2000 | Socorro             | LINEAR                 | Juno      | MPC                           |
| 106867            | 2000 YR28  | 28 dez 2000 | Socorro             | LINEAR                 | —         | MPC                           |
| 106868            | 2000 YK31  | 31 dez 2000 | Kitt Peak           | Spacewatch             | —         | MPC                           |
| 106869 Irinyi     | 2000 YY31  | 31 dez 2000 | Piszkéstető         | K. Sárneczky, L. Kiss  | —         | MPC                           |
| 106870            | 2000 YN32  | 30 dez 2000 | Socorro             | LINEAR                 | —         | MPC                           |
| 106871            | 2000 YP32  | 30 dez 2000 | Socorro             | LINEAR                 | —         | MPC                           |
| 106872            | 2000 YV32  | 30 dez 2000 | Socorro             | LINEAR                 | —         | MPC                           |
| 106873            | 2000 YA33  | 30 dez 2000 | Socorro             | LINEAR                 | —         | MPC                           |
| 106874            | 2000 YD33  | 23 dez 2000 | Črni Vrh            | Črni Vrh               | —         | MPC                           |
| 106875            | 2000 YW33  | 28 dez 2000 | Socorro             | LINEAR                 | —         | MPC                           |
| 106876            | 2000 YN34  | 28 dez 2000 | Socorro             | LINEAR                 | —         | MPC                           |
| 106877            | 2000 YU34  | 28 dez 2000 | Socorro             | LINEAR                 | —         | MPC                           |
| 106878            | 2000 YZ35  | 30 dez 2000 | Socorro             | LINEAR                 | —         | MPC                           |
| 106879            | 2000 YA36  | 30 dez 2000 | Socorro             | LINEAR                 | —         | MPC                           |
| 106880            | 2000 YM36  | 30 dez 2000 | Socorro             | LINEAR                 | —         | MPC                           |
| 106881            | 2000 YX36  | 30 dez 2000 | Socorro             | LINEAR                 | —         | MPC                           |
| 106882            | 2000 YY36  | 30 dez 2000 | Socorro             | LINEAR                 | —         | MPC                           |
| 106883            | 2000 YJ37  | 30 dez 2000 | Socorro             | LINEAR                 | —         | MPC                           |
| 106884            | 2000 YN37  | 30 dez 2000 | Socorro             | LINEAR                 | —         | MPC                           |
| 106885            | 2000 YY37  | 30 dez 2000 | Socorro             | LINEAR                 | —         | MPC                           |
| 106886            | 2000 YC38  | 30 dez 2000 | Socorro             | LINEAR                 | —         | MPC                           |
| 106887            | 2000 YC39  | 30 dez 2000 | Socorro             | LINEAR                 | —         | MPC                           |
| 106888            | 2000 YM39  | 30 dez 2000 | Socorro             | LINEAR                 | —         | MPC                           |
| 106889            | 2000 YW39  | 30 dez 2000 | Socorro             | LINEAR                 | —         | MPC                           |
| 106890            | 2000 YA40  | 30 dez 2000 | Socorro             | LINEAR                 | —         | MPC                           |
| 106891            | 2000 YV40  | 30 dez 2000 | Socorro             | LINEAR                 | —         | MPC                           |
| 106892            | 2000 YK41  | 30 dez 2000 | Socorro             | LINEAR                 | —         | MPC                           |
| 106893            | 2000 YS41  | 30 dez 2000 | Socorro             | LINEAR                 | —         | MPC                           |
| 106894            | 2000 YT41  | 30 dez 2000 | Socorro             | LINEAR                 | —         | MPC                           |
| 106895            | 2000 YX41  | 30 dez 2000 | Socorro             | LINEAR                 | Mitidika  | MPC                           |
| 106896            | 2000 YL43  | 30 dez 2000 | Socorro             | LINEAR                 | —         | MPC                           |
| 106897            | 2000 YO43  | 30 dez 2000 | Socorro             | LINEAR                 | —         | MPC                           |
| 106898            | 2000 YU43  | 30 dez 2000 | Socorro             | LINEAR                 | —         | MPC                           |
| 106899            | 2000 YF44  | 30 dez 2000 | Socorro             | LINEAR                 | —         | MPC                           |
| 106900            | 2000 YA45  | 30 dez 2000 | Socorro             | LINEAR                 | —         | MPC                           |

## 106901–107000
| Designação | Designação | Descoberta  | Descoberta    | Descobridor(es) | Categoria | Mais informações / Referência |
| Permanente | Provisória | Data        | Local         | Descobridor(es) | Categoria | Mais informações / Referência |
| ---------- | ---------- | ----------- | ------------- | --------------- | --------- | ----------------------------- |
| 106901     | 2000 YB45  | 30 dez 2000 | Socorro       | LINEAR          | —         | MPC                           |
| 106902     | 2000 YJ45  | 30 dez 2000 | Socorro       | LINEAR          | —         | MPC                           |
| 106903     | 2000 YN45  | 30 dez 2000 | Socorro       | LINEAR          | Phocaea   | MPC                           |
| 106904     | 2000 YH46  | 30 dez 2000 | Socorro       | LINEAR          | Mitidika  | MPC                           |
| 106905     | 2000 YP46  | 30 dez 2000 | Socorro       | LINEAR          | —         | MPC                           |
| 106906     | 2000 YJ47  | 30 dez 2000 | Socorro       | LINEAR          | —         | MPC                           |
| 106907     | 2000 YZ47  | 30 dez 2000 | Socorro       | LINEAR          | —         | MPC                           |
| 106908     | 2000 YX48  | 30 dez 2000 | Socorro       | LINEAR          | —         | MPC                           |
| 106909     | 2000 YA49  | 30 dez 2000 | Socorro       | LINEAR          | —         | MPC                           |
| 106910     | 2000 YF49  | 30 dez 2000 | Socorro       | LINEAR          | —         | MPC                           |
| 106911     | 2000 YH49  | 30 dez 2000 | Socorro       | LINEAR          | —         | MPC                           |
| 106912     | 2000 YN49  | 30 dez 2000 | Socorro       | LINEAR          | —         | MPC                           |
| 106913     | 2000 YF50  | 30 dez 2000 | Socorro       | LINEAR          | —         | MPC                           |
| 106914     | 2000 YO51  | 30 dez 2000 | Socorro       | LINEAR          | —         | MPC                           |
| 106915     | 2000 YX51  | 30 dez 2000 | Socorro       | LINEAR          | —         | MPC                           |
| 106916     | 2000 YS52  | 30 dez 2000 | Socorro       | LINEAR          | —         | MPC                           |
| 106917     | 2000 YT52  | 30 dez 2000 | Socorro       | LINEAR          | —         | MPC                           |
| 106918     | 2000 YZ52  | 30 dez 2000 | Socorro       | LINEAR          | —         | MPC                           |
| 106919     | 2000 YC53  | 30 dez 2000 | Socorro       | LINEAR          | —         | MPC                           |
| 106920     | 2000 YG54  | 30 dez 2000 | Socorro       | LINEAR          | —         | MPC                           |
| 106921     | 2000 YN54  | 30 dez 2000 | Socorro       | LINEAR          | —         | MPC                           |
| 106922     | 2000 YM55  | 30 dez 2000 | Socorro       | LINEAR          | —         | MPC                           |
| 106923     | 2000 YM57  | 30 dez 2000 | Socorro       | LINEAR          | —         | MPC                           |
| 106924     | 2000 YT57  | 30 dez 2000 | Socorro       | LINEAR          | —         | MPC                           |
| 106925     | 2000 YS58  | 30 dez 2000 | Socorro       | LINEAR          | —         | MPC                           |
| 106926     | 2000 YG61  | 30 dez 2000 | Socorro       | LINEAR          | —         | MPC                           |
| 106927     | 2000 YV61  | 30 dez 2000 | Socorro       | LINEAR          | Mitidika  | MPC                           |
| 106928     | 2000 YQ62  | 30 dez 2000 | Socorro       | LINEAR          | —         | MPC                           |
| 106929     | 2000 YV62  | 30 dez 2000 | Socorro       | LINEAR          | —         | MPC                           |
| 106930     | 2000 YY63  | 30 dez 2000 | Socorro       | LINEAR          | —         | MPC                           |
| 106931     | 2000 YC64  | 30 dez 2000 | Socorro       | LINEAR          | —         | MPC                           |
| 106932     | 2000 YN64  | 30 dez 2000 | Socorro       | LINEAR          | —         | MPC                           |
| 106933     | 2000 YY64  | 29 dez 2000 | Kitt Peak     | Spacewatch      | —         | MPC                           |
| 106934     | 2000 YJ65  | 16 dez 2000 | Kitt Peak     | Spacewatch      | —         | MPC                           |
| 106935     | 2000 YB66  | 30 dez 2000 | Socorro       | LINEAR          | —         | MPC                           |
| 106936     | 2000 YF66  | 30 dez 2000 | Kitt Peak     | Spacewatch      | —         | MPC                           |
| 106937     | 2000 YV66  | 30 dez 2000 | Kitt Peak     | Spacewatch      | —         | MPC                           |
| 106938     | 2000 YR69  | 30 dez 2000 | Socorro       | LINEAR          | —         | MPC                           |
| 106939     | 2000 YX69  | 30 dez 2000 | Socorro       | LINEAR          | —         | MPC                           |
| 106940     | 2000 YF70  | 30 dez 2000 | Socorro       | LINEAR          | —         | MPC                           |
| 106941     | 2000 YR70  | 30 dez 2000 | Socorro       | LINEAR          | —         | MPC                           |
| 106942     | 2000 YY70  | 30 dez 2000 | Socorro       | LINEAR          | —         | MPC                           |
| 106943     | 2000 YX72  | 30 dez 2000 | Socorro       | LINEAR          | —         | MPC                           |
| 106944     | 2000 YA73  | 30 dez 2000 | Socorro       | LINEAR          | Ursula    | MPC                           |
| 106945     | 2000 YN75  | 30 dez 2000 | Socorro       | LINEAR          | —         | MPC                           |
| 106946     | 2000 YD76  | 30 dez 2000 | Socorro       | LINEAR          | —         | MPC                           |
| 106947     | 2000 YL76  | 30 dez 2000 | Socorro       | LINEAR          | —         | MPC                           |
| 106948     | 2000 YM76  | 30 dez 2000 | Socorro       | LINEAR          | —         | MPC                           |
| 106949     | 2000 YO76  | 30 dez 2000 | Socorro       | LINEAR          | —         | MPC                           |
| 106950     | 2000 YW76  | 30 dez 2000 | Socorro       | LINEAR          | —         | MPC                           |
| 106951     | 2000 YQ77  | 30 dez 2000 | Socorro       | LINEAR          | —         | MPC                           |
| 106952     | 2000 YW77  | 30 dez 2000 | Socorro       | LINEAR          | —         | MPC                           |
| 106953     | 2000 YL78  | 30 dez 2000 | Socorro       | LINEAR          | —         | MPC                           |
| 106954     | 2000 YS78  | 30 dez 2000 | Socorro       | LINEAR          | —         | MPC                           |
| 106955     | 2000 YY78  | 30 dez 2000 | Socorro       | LINEAR          | —         | MPC                           |
| 106956     | 2000 YZ78  | 30 dez 2000 | Socorro       | LINEAR          | —         | MPC                           |
| 106957     | 2000 YJ79  | 30 dez 2000 | Socorro       | LINEAR          | —         | MPC                           |
| 106958     | 2000 YN79  | 30 dez 2000 | Socorro       | LINEAR          | —         | MPC                           |
| 106959     | 2000 YR79  | 30 dez 2000 | Socorro       | LINEAR          | —         | MPC                           |
| 106960     | 2000 YU79  | 30 dez 2000 | Socorro       | LINEAR          | —         | MPC                           |
| 106961     | 2000 YZ79  | 30 dez 2000 | Socorro       | LINEAR          | —         | MPC                           |
| 106962     | 2000 YO80  | 30 dez 2000 | Socorro       | LINEAR          | —         | MPC                           |
| 106963     | 2000 YC81  | 30 dez 2000 | Socorro       | LINEAR          | —         | MPC                           |
| 106964     | 2000 YJ82  | 30 dez 2000 | Socorro       | LINEAR          | —         | MPC                           |
| 106965     | 2000 YR84  | 30 dez 2000 | Socorro       | LINEAR          | —         | MPC                           |
| 106966     | 2000 YF85  | 30 dez 2000 | Socorro       | LINEAR          | —         | MPC                           |
| 106967     | 2000 YK85  | 30 dez 2000 | Socorro       | LINEAR          | —         | MPC                           |
| 106968     | 2000 YT86  | 30 dez 2000 | Socorro       | LINEAR          | Chloris   | MPC                           |
| 106969     | 2000 YB87  | 30 dez 2000 | Socorro       | LINEAR          | Ursula    | MPC                           |
| 106970     | 2000 YU89  | 30 dez 2000 | Socorro       | LINEAR          | Mitidika  | MPC                           |
| 106971     | 2000 YB90  | 30 dez 2000 | Socorro       | LINEAR          | —         | MPC                           |
| 106972     | 2000 YN90  | 30 dez 2000 | Socorro       | LINEAR          | —         | MPC                           |
| 106973     | 2000 YR90  | 30 dez 2000 | Socorro       | LINEAR          | —         | MPC                           |
| 106974     | 2000 YW90  | 30 dez 2000 | Socorro       | LINEAR          | Mitidika  | MPC                           |
| 106975     | 2000 YW91  | 30 dez 2000 | Socorro       | LINEAR          | —         | MPC                           |
| 106976     | 2000 YP92  | 30 dez 2000 | Socorro       | LINEAR          | —         | MPC                           |
| 106977     | 2000 YG93  | 30 dez 2000 | Socorro       | LINEAR          | —         | MPC                           |
| 106978     | 2000 YO94  | 30 dez 2000 | Socorro       | LINEAR          | —         | MPC                           |
| 106979     | 2000 YV94  | 30 dez 2000 | Socorro       | LINEAR          | —         | MPC                           |
| 106980     | 2000 YM96  | 30 dez 2000 | Socorro       | LINEAR          | —         | MPC                           |
| 106981     | 2000 YU96  | 30 dez 2000 | Socorro       | LINEAR          | —         | MPC                           |
| 106982     | 2000 YJ97  | 30 dez 2000 | Socorro       | LINEAR          | —         | MPC                           |
| 106983     | 2000 YC98  | 30 dez 2000 | Socorro       | LINEAR          | —         | MPC                           |
| 106984     | 2000 YJ98  | 30 dez 2000 | Socorro       | LINEAR          | —         | MPC                           |
| 106985     | 2000 YD99  | 30 dez 2000 | Socorro       | LINEAR          | —         | MPC                           |
| 106986     | 2000 YC100 | 30 dez 2000 | Socorro       | LINEAR          | —         | MPC                           |
| 106987     | 2000 YG100 | 26 dez 2000 | Haleakalā     | NEAT            | —         | MPC                           |
| 106988     | 2000 YE101 | 29 dez 2000 | Anderson Mesa | LONEOS          | —         | MPC                           |
| 106989     | 2000 YN102 | 28 dez 2000 | Socorro       | LINEAR          | —         | MPC                           |
| 106990     | 2000 YX102 | 28 dez 2000 | Socorro       | LINEAR          | —         | MPC                           |
| 106991     | 2000 YL103 | 28 dez 2000 | Socorro       | LINEAR          | —         | MPC                           |
| 106992     | 2000 YT103 | 28 dez 2000 | Socorro       | LINEAR          | —         | MPC                           |
| 106993     | 2000 YC106 | 28 dez 2000 | Socorro       | LINEAR          | —         | MPC                           |
| 106994     | 2000 YJ106 | 30 dez 2000 | Socorro       | LINEAR          | —         | MPC                           |
| 106995     | 2000 YO107 | 30 dez 2000 | Socorro       | LINEAR          | —         | MPC                           |
| 106996     | 2000 YP107 | 30 dez 2000 | Socorro       | LINEAR          | Mitidika  | MPC                           |
| 106997     | 2000 YR108 | 30 dez 2000 | Socorro       | LINEAR          | —         | MPC                           |
| 106998     | 2000 YA109 | 30 dez 2000 | Socorro       | LINEAR          | —         | MPC                           |
| 106999     | 2000 YG109 | 30 dez 2000 | Socorro       | LINEAR          | —         | MPC                           |
| 107000     | 2000 YU109 | 30 dez 2000 | Socorro       | LINEAR          | —         | MPC                           |